# Арденнская операция (1944—1945)

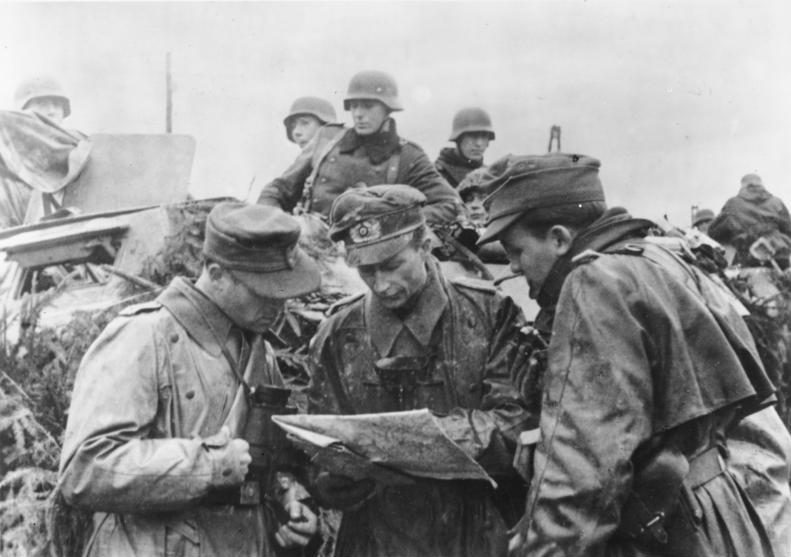
Наступление Вермахта в Арденнах, в районе Люксембурга; декабрь 1944

Наступле́ние в Арде́ннах (немецкое кодовое наименование — Стража на Рейне, нем. Die Wacht am Rhein; союзники называли — Битва за Выступ, англ. Battle of the Bulge) — операция немецких войск на Западном фронте в ходе Второй мировой войны. Проведена 16 декабря 1944 — 29 января 1945 в Арденнах (юго-восток Бельгии) с целью изменить обстановку на Западном фронте, разгромив англо-американские вооружённые силы в Бельгии и Нидерландах, по возможности склонить США и Великобританию к сепаратным переговорам о мире и прекращению боевых действий на Западе, тем самым высвободить силы для Восточного фронта.

## Предыстория
В июне 1944 года западные союзники по антигитлеровской коалиции открыли второй фронт в Европе высадкой своих войск в Нормандии. К декабрю 1944 года 1-я американская армия заняла позиции в северной части Арденн между городами Сен-Вит и Льеж. Некоторые её части и подразделения 9-й армии вели бои в Хюртгенском лесу и на реке Рур, где они вклинились на территорию Германии и создали плацдарм 50 км в ширину и 40 км в глубину. В Арденнах на бельгийско-германской границе располагался 8-й американский корпус из 3-й армии. К югу от Арденн другие части 3-й армии вклинились в «линию Зигфрида», создав плацдарм на восточном берегу реки Саар. Здесь происходило сосредоточение войск для возобновления наступления на Саарскую область. Правее 3-й армии 7-я армия занимала фронт, который тянулся от реки Саар в восточном направлении, упираясь в Рейн в районе Карлсруэ. Части 7-й армии в конце ноября — начале декабря освободили северные районы Эльзаса и Лотарингии и вышли к границам Германии и к Верхнему Рейну. 1-я французская армия 22 ноября освободила Страсбург, и к западу от Рейна в Эльзасе у немцев оставались войска только в районе города Кольмар. Союзники готовились к новому наступлению.

Армейская разведка 3-й армии поставила в известность вышестоящее командование, Верховного Главнокомандующего войсками Союзников Дуайта Эйзенхауэра, который в своих мемуарах отметил следующее: 
…мы не ошибались ни относительно места его нанесения, ни относительно неизбежности такого шага со стороны противника. Более того, что касается общего реагирования на эти действия противника, то в данном случае у Брэдли и у меня имелся давно согласованный план ответных действий.
Таким образом американское командование заранее готовилось к отражению наступления противника, расположив крупные мобильные группировки своих войск к северу и к югу от Арденн, а в самих Арденнах — намеренно ослабило оборону, оставив там 28-ю и 106-ю пехотные дивизии. Все произошло именно так, как рассчитывали американские командующие — немецкие войска пошли в наступление в Арденнах, где союзники намеренно ослабили оборону, а когда немцы прорвались почти на 100 км на запад — американские войска атаковали их своими мобильными группировками 1-й и 3-й армий с флангов — с севера и юга, поставив немцев под угрозу окружения. Для немцев такое наступление в форме «клина», когда их с севера и юга одновременно атакуют мобильные силы противника, закончится «котлом». 16 декабря 1944 года, в начале операции немецким войскам удалось прорвать фронт англо-американских войск на участке в 80 км и захватить в плен 30 000 американских солдат и офицеров.
К 26 декабря 1944 года наступление вермахта в Арденнах было остановлено ввиду усилившегося сопротивления противника, нехватки горючего и боеприпасов и возросшей активности союзной авиации. Через несколько дней американские войска, усиленные за счёт передислокации с других участков фронта, нанесли контрудар 3-й американской армией в направлении города Бастонь. Германское командование перебросило в этот сектор два танковых корпуса СС из 6-й танковой армии СС (в составе трёх дивизий). В течение недели за город велись кровопролитные бои без видимого результата для обеих сторон. 8 января 1945 года, видя бесперспективность дальнейшего наступления в Арденнах и ввиду резко обострившейся ситуации в районе Будапешта в результате досрочно начатого широкомасштабного наступления советских войск, Гитлер отдал приказ об отводе 6-й танковой армии СС в глубокий тыл и распорядился обеспечить ускоренное доукомплектование её соединений личным составом и боевой техникой для последующего участия 6-й танковой армии в боях на Восточном фронте. В сражении под Арденнами только 1-я танковая дивизия СС за три недели боёв потеряла около 45 % танков и САУ. Наступление вермахта в Арденнах в итоге закончилось поражением.
Это наглядно показано на двух картах Арденнской операции (см. ниже), первая карта показывает наступление вермахта с 16 по 25 декабря, а вторая карта — контрнаступление союзников с 25 декабря 1944 до конца января 1945, частичное окружение, отступление и поражение немецких войск. По словам Эйзенхауэра: «немецкое командование допустило серьёзную ошибку, начав наступление в Арденнах — это было наступление отчаявшихся».

## Расстановка сил

Карта, показывающая разрастание «дуги» по мере продвижения немецкого наступления, создающего носовидный выступ в период 16—25 декабря 1944 года.
Линия фронта 16 декабря
Линия фронта 20 декабря
Линия фронта 25 декабря
Движения союзных сил
Движения германских сил

### Антигитлеровская коалиция
Войска участвовавшие в Арденнском сражении:
- 21-я группа армий (Б. Монтгомери) — располагалась в Арденнах (Бельгия)
  - 1-я американская армия (К. Ходжес) — временно подчинялась 21-й группе армий
  - 30-й британский корпус (Б. Хоррокс) из 2-й британской армии (М. Демпси)
- 12-я группа армий (О. Брэдли) — располагалась в Арденнах (Бельгия и Люксембург) и частично в Лотарингии
  - 3-я американская армия (Дж. Паттон)

Командование Союзников располагало значительными резервами, с помощью которых они могли пресечь любые попытки немцев прорваться в Арденнах, да и в любом другом месте. Остальные союзные войска располагались на Западном фронте так:
Севернее Арденн находились:
- 1-я канадская армия
- 2-я британская армия
- 9-я американская армия

Южнее Арденн находились:
- 6-я группа армий (Дж. Дэверс) — располагалась в Эльзасе и Лотарингии и участвовала в Эльзасско-Лотарингской и позже Кольмарской операциях
  - 7-я американская армия (А. Патч)
  - 1-я французская армия (Ж. де Латтр де Тассиньи)
- 1-я союзная воздушно-десантная армия
  - 18-й воздушно-десантный корпус (США)

Во Франции из вновь прибывших американских дивизий формировалась
- 15-я американская армия, которая в начале 1945 года была сформирована и отправлена на фронт.

Граница между 21-й и 12-й группами армий проходила по 50-й параллели северной широты. Граница между 12-й и 6-й группами армий примерно в 15 км к западу от города Саарбрюкен. 1-ю американскую армию временно подчинили 21-й группе армий фельдмаршала Монтгомери, так как она оказалась севернее арденнского выступа, и её сообщение с 21-й группой армий оказалось намного лучше, чем с 12-й группой армий, которая оказалась южнее. Таким образом, генерал Эйзенхауэр решил, что оперативное командование 1-й армией переходит к Монтгомери.

### Германия
- Группа армий «Б» (В. Модель) — непосредственно напротив Арденн.
  - 7-я армия (Э. Бранденбергер)
  - 5-я танковая армия (Х. Мантейфель)
  - 6-я танковая армия СС (Й. Дитрих)
- Группа армий «Г» (П. Хауссер) — южнее Арденн.
  - 1-я армия
  - 19-я армия
- Группа армий «Х» (Й. Бласковиц) — севернее Арденн.
  - 1-я парашютная армия (вермахт)
  - 15-я армия
  - 25-я армия

- Резервы группы армий «Б»:
  - 79-я народная пехотная дивизия: генерал-лейтенант Poppe
    - 1/,2/208-й пехотный полк
    - 1/,2/212-й пехотный полк
    - 1/,2/226-й пехотный полк
    - 1/,2/,3/,4/179-й артиллерийский полк (105mm lFH 18/40 (on 14 Dec) — 12, 150mm sFH 18 (on 14 Dec) — 3)
    - 179-й стрелковый батальон
    - 179-й противотанковый дивизион
    - 179-й сапёрный батальон
    - 179-й батальон связи
    - Подразделения обеспечения

  - Приданные части:
    - 725-й железнодорожный артиллерийский дивизион
    - 674-я железнодорожная артиллерийская батарея (2-240mm guns & 1 274mm 594(f) gun)
    - 688-я железнодорожная артиллерийская батарея (1 280mm K5 gun)
    - 749-я железнодорожная артиллерийская батарея (2 280mm K5 gl 30/12 guns)
    - Det/Pioneer Kampf (battle) School
    - 813-я танковая инженерная рота (Голиаф)
    - 1009-я мостовая колонна B (GE) (Brüko B «B (GE)»)
    - 921-я мостовая колонна B (GE)
    - 969-я мостовая колонна B (GE)
    - 956-я мостовая колонна B (GE)
    - 973-я мостовая колонна J (GE)
    - 5-я бригада Тодта (2 полка)

5-я танковая армия: генерал танковых войск Хассо Эккард фон Мантейфель
- Армейские резервы:
  - 410-й (t-mot) народный артиллерийский корпус
    - 1-й батальон (towed by Raupenschlepper Ost)
    - 3 (t-mot) батареи реактивных миномётов
    - (9 210 мм пусковые установки)
    - 2-й батальон (2 (tmot) 100mm Batteries (6 105mm lFH 18)
    - 3-й батальон (towed by Raupenschlepper Ost) 3 (tmot) 105mm Batteries (6 105mm lFH 18)
    - 4-й батальон 2 (tmot) 122mm Batteries (6 122mm (r) sFH)
    - 5-й батальон 2 (tmot) 152mm Batteries (6 152mm (r) sFH 18)
- Остальная артиллерия 5-й танковой армии:
  - 638-я тяжёлая артиллерийская батарея (1-540mm mörsers)
  - 1094-я тяжёлая артиллерийская батарея (6-128mm guns)
  - 1095-я тяжёлая артиллерийская батарея (6-128mm guns)
  - 25/975-я крепостная артиллерийская батарея (4-155mm 425(r) guns)
  - 1099-я тяжёлая миномётная батарея (3 355mm mörsers)
  - 1119-я (bo) тяжёлая миномётная батарея (3 305mm mörsers)
  - 1121-я (bo) тяжёлая миномётная батарея (3 220mm mörsers)
  - Прочее:
    - 762-й (mot) артиллерийский полковой штаб z.b.V.
    - 638-я миномётная батарея
    - 803-й инженерно-строительный батальон
    - 3/999-й инженерно-строительный батальон
    - 19-я зенитная бригада (14 тяжёлых & 14 средних и лёгких батарей)
    - 534-й инженерный полковой штаб
    - 207-й (t-mot) инженерный батальон
    - 600-й моторизованный инженерный батальон
    - 653-й тяжёлый противотанковый дивизион
    - 72-й наблюдательный батальон
    - 54-й наблюдательный батальон
    - 669-й батальон Ост
    - 3-я бригада Тодта (полувоенные инженеры) (4 полка)
    - Штаб 940-го мостового эскадрона
    - 22-я (mot) мостовая колонна B («B»)
    - 6-я (mot) мостовая колонна B («B»)
    - 1/409-я моторизованная мостовая колонна B («B»)
    - 957-я мостовая колонна B (GE) («B (GE)»)
    - 850-я мостовая колонна J («J»)
    - 846-я мостовая колонна J («J»)
    - 894-я мостовая колонна J («J»)
    - 892-я мостовая колонна J (GE) («J (GE)»)
- LXVI корпус: генерал артиллерии W. Lucht
  - 16-я (t-mot) народная миномётная бригада
    - 86-й полк реактивных миномётов:
      - 1-й батальон: 3 (mot) батареи (6 210 мм пусковых установок)
      - 2-й батальон: 3 (mot) батареи (6 150mm пусковых установок)
      - 3-й батальон: 3 (mot) батареи (6 210 мм пусковых установок)

    - 87-й полк реактивных миномётов:
      - 1-й батальон: 3 (mot) батареи (6 150 мм пусковых установок)
      - 2-й батальон: такой же как 1-й батальон
      - 3-й батальон: 3 (mot) батареи (6 300 мм пусковых установок)

  - Прочее:
    - 244-й дивизион штурмовых орудий
    - 460-й тяжёлый артиллерийский дивизион (9 150mm sFH 18)
    - 1/,2/,3/,4/10-й танковый артиллерийский полк СС (возможно 9 батарей 105mm Wespe & 3 батареи 150mm Hummel)
    - 244-й дивизион штурмовых орудий (14 StuG)
    - 74-й лёгкий зенитный штурмовой дивизион
    - 1099-я миномётная батарея
    - 803-й инженерно-строительный батальон

  - 18-я народная пехотная дивизия: полковник Hoffman-Schonborn (9,920/6,694/5,569)3
    - 1/,2/293-й народный пехотный полк
    - 1/,2/294-й народный пехотный полк
    - 1/,2/295-й народный пехотный полк
    - 1/,2/,3/,4/1818-й артиллерийский полк
      - 75mm FK 40 (14 Dec) — 18
      - 105mm lFH 18/40 (14 Dec) — 24
      - 150mm sFH 18 (14 Dec) — 12

    - 1818-й стрелковый батальон
    - 1818-й противотанковый дивизион (14 Hetzer Jpz38t)
    - 1818-й инженерный батальон
    - 1818-й батальон связи

  - 62-я народная пехотная дивизия: полковник F. Kittel4
    - 1/,2/164-й народный пехотный полк
    - 1/,2/183-й народный пехотный полк
    - 1/,2/190-й народный пехотный полк
    - 1/,2/,3/,4/162-й артиллерийский полк
      - 75mm FK 40 (14 Dec) — 18
      - 105mm lFH 18/40 (14 Dec) — 24
      - 150mm sFH 18 (14 Dec) — 12

    - 162-й стрелковый батальон
    - 162-й противотанковый дивизион (14 Hetzers Jpz38t)
    - 162-й инженерный батальон
    - 162-й батальон связи
- LVIII танковый корпус: генерал танковых войск W. Krüger
  - 7-я моторизованная народная миномётная бригада
    - 83-й миномётный полк
    - 84-й миномётный полк (72 150mm, 18 210mm & 18 300mm)

  - 401-й моторизованный народный артиллерийский корпус
    - 401-я (mot) штабная батарея
    - 401-я (mot) наблюдательная батарея
    - 1-й батальон: 1—3-я (motZ) батареи (6 75mm FK 40)
    - 2-й батальон: 4—5-я (motZ) батареи (6 100mm орудий)
    - 3-й батальон: 6—9-я (motZ) батареи (6 105mm leFH)
    - 4-й батальон: 10—11-я (motZ) батареи (6 152mm 433/I(r))
    - 5-й батальон: 13—14-я (motZ) батареи (6 122mm русских гаубиц)

  - 1-й зенитный штурмовой полк
  - 1121-я тяжёлая миномётная батарея
  - 1125-я тяжёлая миномётная батарея
  - 25/975-я крепостная артиллерийская батарея
  - 207-й сапёрный батальон
  - 116-я танковая дивизия: генерал-майор S. von Waldenburg (13,464/7,259/5,455)
    - 1/,2/16-й танковый полк (25 Mk IV, 43 MK V)
      - Mk V Panthers — 60/45/43/137
      - Mk IV — 30/26/26/0

    - 1/,2/60-й моторизованный полк
    - 1/,2/156-й моторизованный полк
    - 1/,2/,3/146-й артиллерийский полк
      - 105mm lFH 18/40- 19/20/0/0 (on 14 Dec — 19)
      - 150mm sFH 18- 8/8/0/0 (on 14 Dec — 4)
      - 100mm K18 — 4/4/0/0 (on 14 Dec — 4)
      - Wespe — 3/3/0/4 (on 14 Dec — 2)
      - Hummel — 9/6/0/2 (on 14 Dec — 9)

    - 116-й танковый разведывательный батальон
    - 228-й противотанковый дивизион (13 Pzjg IV)
      - StuG — 45/225/13/14
      - Heavy PAK — 13/19/17/0

    - 675-й инженерный батальон
    - 228-й батальон связи
      - 281-й армейский зенитный дивизион

  - 560-я народная пехотная дивизия: полковник R. Langhauser
    - 1/,2/1128-й народный пехотный полк
    - 1/,2/1129-й народный пехотный полк
    - 1/,2/1130-й народный пехотный полк
    - 1/,2/,3/,4/1560-й артиллерийский полк
      - 75mm FK 40 (14 Dec) — 18
      - 105mm lFH 18/40 (14 Dec) — 24
      - 150mm sFH 18 (14 Dec) — 12

    - 1560-й стрелковый батальон
    - 1560-й противотанковый дивизион (14 Hetzer Pzjg 38t)
    - 1560-й инженерный батальон
    - 1560-й батальон связи
- XLVII танковый корпус: генерал танковых войск H. von Lüttwitz
  - 182-й зенитный штурмовой полк
  - 1124-я тяжёлая артиллерийская батарея
  - 1119-я тяжёлая миномётная батарея
  - 600-й инженерный батальон
  - 15-я моторизованная народная миномётная бригада
    - 55-й полк реактивных миномётов:
      - 1-й батальон: 3 (mot) батареи (6 150 мм пусковые установки)
      - 2-й батальон: 3 (mot) батареи (6 210 мм пусковые установки)
      - 3-й батальон: то же, что 1-й батальон

    - 85-й полк реактивных миномётов:
      - 1-й батальон: 3 (mot) батареи (6 150 мм пусковые установки)
      - 2-й батальон: такой же как 1-й батальон
      - 3-й батальон: 3 (mot) батареи (6 300 мм пусковые установки)

  - 766-й моторизованный народный артиллерийский корпус
    -       - 1-й батальон (RSO): 3 (motZ) батареи (6 75mm FK 40)
      - 2-й батальон: 2 (motZ) батареи (6 150mm sFH)
      - 3-й батальон (RSO): 3 (motZ) батареи (6 105mm leFH 18/40)
      - 4-й батальон: 2 (motZ) батареи (6 150mm sFH)
      - 5-й батальон: 2 (motZ) батареи (6 150mm sFH)
      - 6-й батальон (raised on 1/9/45): 2 (motZ) батареи (3 210mm mörsers), 1 (motZ) батарея (3 170mm guns)

  - 2-я танковая дивизия: полковник M. von Lauchert9 (5,951/3,431/5,433)
    - 1/,2/3-й танковый полк
      - Mk V Panther — 60/51/49/0
      - Mk IV — 30/28/26/0

    - 1/,2/2-й моторизованный полк
    - 1/,2/304-й моторизованный полк
    - 1/,2/,3/74-й артиллерийский полк
      - 105mm lFH 18/40 — 13/13/0/0 (on 14 Dec — 12)
      - 150mm sFH 18 — 8/11/0/0 (on 14 Dec — 11)
      - Wespe — 12/5/0/4 (on 14 Dec — 0)
      - Hummel — 6/6/0/0 (on 14 Dec — 17)
      - 100mm K18 — 4/4/0/0 (on 14 Dec — 4)

    - 2-й разведывательный батальон
    - 38-й противотанковый дивизион
      - StuG — 49/48/34/1
      - Heavy PAK — 13/13/11/0

    - 38-й инженерный батальон
    - 38-й батальон связи
    - 273-й зенитный дивизион

  - Танковая учебная дивизия: генерал-лейтенант F. Bayerlein10
    - 1/,2/130-й танковый полк (30 Mk IV, 23 Mk V)
      - Mk V Panther — 34/29/23/10
      - Mk IV — 34/34/30/10

    - 1/,2/901-й моторизованный полк
    - 1/,2/902-й моторизованный полк
    - 1/,2/,3/130-й танковый артиллерийский полк
      - 105mm lFH 18/40 — 12/7/5/0 (on 14 Dec — 9)
      - 150mm sFH 18 — 16/12/9/0 (on 14 Dec — 12)

    - 130-й разведывательный батальон
    - 130-й противотанковый дивизион Heavy Pak — 13/3/3/611
    - 130-й инженерный батальон
    - 130-й батальон связи
    - 311-й зенитный дивизион
    - 559-й противотанковый дивизион (19 Jpz V & Jpz IV)
    - 243-й дивизион штурмовых орудий StuG — 21/15/14/4

  - 26-я народная пехотная дивизия: полковник H. Kokott12
    - 1/,2/39-й стрелковый полк
    - 1/,2/77-й народный пехотный полк
    - 1/,2/78-й народный пехотный полк
    - 1/,2/,3/,4/26-й артиллерийский полк
      - 75mm FK 40 (14 Dec) — 18
      - 105mm lFH 18/40 (14 Dec) — 24
      - 150mm sFH 18 (14 Dec) — 12

    - 26-й стрелковый батальон
    - 26-й разведывательный батальон
    - 26-я стрелковая рота
    - 26-й противотанковый дивизион (14 Hetzers Jpz38t)
    - 26-й инженерный батальон
    - 26-й батальон связи

6-я танковая армия СС: Оберстгруппенфюрер войск СС J.Dietrich
- 2-я зенитная дивизия (21 тяжёлая & 23 средние и лёгкие батареи)
  - 2-й зенитный штурмовой полк
  - 3-й зенитный штурмовой полк
  - 4-й зенитный штурмовой полк
- 519-й тяжёлый танковый батальон (7 Pzjg V, 9 Pzjg IV & 17 StuG)
- 667-й дивизион штурмовых орудий (5 StuG) (Sturmgeschütz-Abteilung 667)
- 217-й дивизион штурмовых орудий (8 Sturmpanzer IV)
- 653-й тяжёлый противотанковый дивизион (9 Pzjg VI)
- 506-й тяжёлый танковый батальон (8 Mk VI King Tigers)13
- 428-я тяжёлая миномётная батарея (2-540mm howitzers)
- 34-й лёгкий наблюдательный батальон
- 1020-й инженерный полковой штаб z.b.V.
- 617-й инженерный полковой штаб z.b.V.
- 40-й инженерный полковой штаб
- 108-й инженерный полковой штаб
- 62-й (t-mot) инженерный батальон
- 73-й (t-mot) инженерный батальон
- 253-й (t-mot) инженерный батальон
- 59-й инженерно-строительный батальон
- 798-й инженерно-строительный батальон
- Неизвестный штаб мостового эскадрона
- 602-я мостовая колонна B
- 2/406-я мостовая колонна B
- 1/403-я мостовая колонна B
- 967-я мостовая колонна B (GE)
- 968-я мостовая колонна B (GE)
- 895-я моторизованная мостовая колонна J
- 844-я моторизованная мостовая колонна J
- 851-я моторизованная мостовая колонна J
- 175-я моторизованная мостовая колонна J (GE)
- 655-й мостостроительный батальон
- 4-я бригада Тодта (4 полка)
- LXVII корпус: генерал пехоты Otto Hitzfeld
  - 17-я (t-mot) народная миномётная бригада
    - 88-й миномётный полк
    - 89-й миномётный полк (72 150mm, 18 210mm & 18 300mm реактивных миномётов)
    - 88-й полк реактивных миномётов:
      - 1-й батальон: 3 (mot) батареи (6 150 мм пусковые установки)
      - 2-й батальон: такой же как 1-й батальон
      - 3-й батальон: 3 (mot) батареи (6 210 мм пусковые установки)

    - 89-й полк реактивных миномётов:
      - 1-й батальон: 3 (mot) батареи (6 150 мм пусковые установки)
      - 2-й батальон: такой же как 1-й батальон
      - 3-й батальон: 3 (mot) батареи (6 300 мм пусковые установки)

  - 405-й (t-mot) народный артиллерийский корпус:
    - 1-й батальон (RSO): 3 (motZ) батареи (6 75mm FK 40)
    - 2-й батальон: 2 (motZ) батареи (6 100mmK 18)
    - 3-й батальон (RSO): 3 (motZ) батареи (6 105mm leFH 18/40)
    - 4-й батальон: 2 (motZ) батареи (6 152mm KH 433(r))
    - 5-й батальон: 2 (motZ) батареи (6 122mm sFH 396(r))

  - 902-й дивизион штурмовых орудий (20 StuG)
  - 394-й дивизион штурмовых орудий (3 StuG)
  - 683-й противотанковый дивизион
  - 1110-я (bo) миномётная батарея (3-305mm mörsers)
  - 272-я народная пехотная дивизия: полковник G. Kosmalla14
    - 1/,2/980-й народный пехотный полк
    - 1/,2/981-й народный пехотный полк
    - 1/,2/982-й народный пехотный полк
    - 1/,2/,3/,4/272-й артиллерийский полк
      - 75mm FK 40 (14 Dec) — 18
      - 105mm lFH 18/40 (14 Dec) — 17
      - 150mm sFH 18 (14 Dec) — 12

    - 272-я стрелковая рота
    - 272-й противотанковый дивизион (8 Hetzer Pzjg 38t)
    - 272-й инженерный батальон
    - 272-й батальон связи

  - 326-я народная пехотная дивизия: полковник E.Kaschner15
    - 1/,2/751-й народный пехотный полк
    - 1/,2/752-й народный пехотный полк
    - 1/,2/753-й народный пехотный полк
    - 1/,2/,3/,4/326-й артиллерийский полк
      - 75mm FK 40 (14 Dec) — 18
      - 105mm lFH 18/40 (14 Dec) — 24
      - 150mm sFH 18 (14 Dec) — 12

    - 326-й противотанковый дивизион (8 Hetzer Pzjg 38t)
    - 326-я стрелковая рота
    - 326-й инженерный батальон
    - 326-й батальон связи
- I танковый корпус СС: группенфюрер СС Hermann Preiss
  - 9-я моторизованная народная миномётная бригада
    - 14-й полк тяжёлых реактивных миномётов:
    - 54-й полк реактивных миномётов:
      - 3 (mot) батареи (6 210 мм пусковые установки) (70 150mm & 54 210mm werfers)

  - 4-я моторизованная народная миномётная бригада
    - 51-й полк реактивных миномётов:
      - 1-й батальон: 3 (mot) батареи (6 150 мм пусковые установки)
      - 2-й батальон: такой же как 1-й батальон
      - 3-й батальон: 3 (mot) батареи (6 210 мм пусковые установки)

    - 53-й полк реактивных миномётов:
      - 1-й батальон: 3 (mot) батареи (6 150 мм пусковые установки)
      - 2-й батальон: 3 (mot) батареи (6 150 мм пусковые установки)
      - 3-й батальон: 3 (mot) батареи (6 210 мм пусковые установки)

  - 402-й моторизованный народный артиллерийский корпус
    - 1-й (motZ) батальон: 3 (motZ) батареи (6 75mm FK 40)
    - 2-й (motZ) батальон: 2 (motZ) батареи (6 100mm K18 guns)
    - 3-й (motZ) батальон: 3 (motZ) батареи (6 105mm leFH 18/40)
    - 4-й (motZ) батальон: 2 (motZ) батареи (6 152mm KH 433(r))
    - 5-й (motZ) батальон: 2 (motZ) батареи (6 122mm sFH 396 (r))

  - 388-й моторизованный народный артиллерийский корпус:
    - 1-й батальон: 1st-3rd (motZ) батареи (6 75mm FK 40)
    - 2-й батальон: 4th-5th (motZ) батареи (6 88mm PAK 43 guns)
    - 3-й батальон: 6th-9th (motZ) батареи (6 105mm leFH)
    - 4-й батальон 10th-11th (motZ) батареи (6 150mm sFH)
    - 5-й батальон 13th-14th (motZ) батареи (6 122-мм русских гаубиц)
    - 6-й батальон: 15th-16th (motZ) батареи (3 210mm гаубицы), 18th (motZ) Battery (3 170mm guns)

  - 501-й артиллерийский дивизион СС
  - 502-й артиллерийский дивизион СС
  - 1000-я (bo) тяжёлая гаубичная батарея (3 305mm гаубицы)
  - 1000-я (bo) тяжёлая гаубичная батарея (3 305mm гаубицы)
  - 1000-я (bo) тяжёлая гаубичная батарея (3 305mm гаубицы)
  - 1123-я (bo) крепостная артиллерийская батарея (2 240mm K-3/1 guns)
  - 277-я народная пехотная дивизия: полковник W. Viebig16
    - 1/,2/989-й народный пехотный полк
    - 1/,2/990-й народный пехотный полк
    - 1/,2/991-й народный пехотный полк
    - 1/,2/,3/,4/277-й артиллерийский полк
      - 75mm FK 40 (14 Dec) — 18
      - 105mm lFH 18/40 (14 Dec) — 24
      - 150mm sFH 18 (14 Dec) — 18

    - 277-й противотанковый дивизион (6 Jgpz 38t)
    - 277-й стрелковый батальон
    - 277-й инженерный батальон
    - 277-й батальон связи

  - 12-я народная пехотная дивизия: генерал-майор G. Engel (11,934/7,261/5,676)
    - 1/,2/27-й стрелковый полк
    - 1/,2/48-й народный пехотный полк
    - 1/,2/49-й народный пехотный полк
    - 1/,2/,3/,4/12-й артиллерийский полк
      - 105mm lFH 18/40 (14 Dec) — 31
      - 150mm sFH 18 (14 Dec) — 8

    - 1/48-й артиллерийский полк
    - 12-й противотанковый дивизион (6 StuG)
    - 12-й стрелковый батальон
    - 12-й инженерный батальон
    - 12-й батальон связи

  - 1-я танковая дивизия СС «Лейбштандарт СС Адольф Гитлер» Оберфюрер СС W. Mohnke
    - 1/,2/1-й танковый полк СС (34 Mk IV, 37 Mk V)
      - Mk V Panther — 34/38/37/0
      - Mk IV — 34/34/34/0

    - 1/,2/,3/1-й моторизованный полк
    - 1/,2/,3/2-й моторизованный полк
    - 1/,2/,3/,4/1-й артиллерийский полк СС
      - 105mm lFH — 0/30/0/0 (on 14 Dec — 30)
      - 150mm sFH — 0/18/0/0 (on 14 Dec — 18)
      - 100mm K18 — 0/4/0/0 (on 14 Dec — 4)

    - 1-й разведывательный батальон СС
    - 1-й миномётный дивизион СС
    - 1-й противотанковый дивизион СС (20 Pzjg IV) StuG — 21/22/10/0, Heavy PAK — 25/25/24/0
    - 1-й инженерный батальон СС
    - 1-й зенитный дивизион СС
    - 1-й батальон связи СС
    - 501-й тяжёлый танковый батальон СС (30 Mk VI King Tigers) Mk VI Tiger — 45/15/15/30
    - 84-й лёгкий зенитный дивизион

  - 3-я парашютная дивизия: генерал-майор Wadehn20
    - 1/,2/,3/5-й парашютно-десантный полк
    - 1/,2/,3/8-й парашютно-десантный полк
    - 1/,2/,3/9-й парашютно-десантный полк
    - 1/,2/,3/3-й артиллерийский полк
      - 105mm lFH 18/40 (14 Dec) — 24
      - 150mm sFH 18 (14 Dec) — 12

    - 3-й разведывательный батальон
    - 3-й противотанковый дивизион
    - 3-й инженерный батальон
    - 3-й авиационный батальон связи (Luftnachrichten Abteilung)

  - 12-я танковая дивизия СС «Гитлерюгенд» штандартенфюрер СС H. Kraas
    - 1/12-й танковый полк СС (39 Mk IV, 38 Mk V)
      - Mk V Panther — 34/41/38/?
      - Mk IV — 34/42/39/?

    - 1/,2/,3/25-й моторизованный полк СС
    - 1/,2/,3/26-й моторизованный полк СС
    - 1/,2/,4/12-й артиллерийский полк СС
      - 105mm lFH — 0/36/0/0 (on 14 Dec — 36)
      - 150mm sFH — 0/12/0/0 (on 14 Dec — 18)
      - 100mm K18 — 0/4/0/0 (on 14 Dec — 4)

    - 1/,2/12-й мотоциклетный полк СС
    - 12-й противотанковый дивизион СС (22 Pzjg IV)
    - 560-й тяжёлый противотанковый дивизион (12 Pzjg V & 25 Pzjg IV) StuG — 21/22/22/0)
    - 12-й зенитный дивизион СС (4 батареи)
    - 12-й инженерный батальон СС
    - 12-й батальон связи СС
    - 506-й тяжёлый противотанковый дивизион Heavy PAK — 28/25/25/?

  - 150-я танковая бригада СС: оберштурмбаннфюрер при войсках СС O. Skorzeny
    - 2 танковые роты (5 Mk V Panzers & 2 M-4 tanks)
    - 2 моторизованные роты
    - 2 противотанковые батареи (5 StuG)
- II танковый корпус СС: (не сформирован до 17/18 декабря, см. график усиления)

7-я армия: генерал танковых войск E. Brandenberger
- 1092-я тяжёлая артиллерийская батарея (6 128mm guns)
- 1093-я тяжёлая артиллерийская батарея (6 128mm guns)
- 1124-я тяжёлая артиллерийская батарея (6 128mm guns)
- 1125-я тяжёлая артиллерийская батарея (6 128mm guns)
- 1122-я (bo) тяжёлая артиллерийская батарея (1 280mm гаубица & 1 210mm гаубица)
- 660-я (bo) тяжёлая артиллерийская батарея (2 210mm K52 guns)
- 44-й (bo) лёгкий наблюдательный батальон
- 45-й (t-mot) лёгкий наблюдательный батальон
- 47-й сапёрный батальон
- 501-й крепостной противотанковый батальон
- 673-й инженерный полковой штаб
- 677-й сапёрный батальон
- Неизвестная мостовая колонна B («B»)
- 964-я мостовая колонна B (GE)
- 965-я мостовая колонна B (GE)
- 966-я моторизованная мостовая колонна J
- 961-я моторизованная мостовая колонна J
- 961-я мостовая колонна J (GE)
- 605-й мостостроительный батальон
- 1-я бригада Тодта (2 полка)
- LIII корпус: генерал кавалерии E. von Rothkirchlion
  - 44-й (bo) крепостной пулемётный батальон
  - XIII/999-й крепостной батальон
  - 7th Army Service School
- LXXX корпус: генерал пехоты F.Beyer
  - 408-й моторизованный народный артиллерийский корпус
  - 1-й батальон (RSO): 3 (tmot) батареи (6 75mm FK 40)
  - 2-й батальон: 2 (tmot) батареи (6 100mm K 18)
  - 3-й батальон (RSO): 3 (tmot) батареи (6 105mm leFH 18/40)
  - 4-й батальон: 2 (tmot) батареи (6 152mm KH 433(r))
  - 5-й батальон: 2 (tmot) батареи (6 122mm sFH 396(r))
  - 8-я (t-mot) народная миномётная бригада
  - 2-й миномётный полк
  - Учебный миномётный полк (70-150mm, 18 210mm & 26 300 мм пусковые установки)
  - 657-й тяжёлый противотанковый дивизион
  - 1095-я артиллерийская батарея
  - 212-я народная пехотная дивизия: генерал-майор F.Sensfuss22
    - 1/,2/316-й народный пехотный полк
    - 1/,2/320-й народный пехотный полк
    - 1/,2/423-й народный пехотный полк
    - 1/,2/,3/,4/212-й артиллерийский полк
      - 75mm FK 40 (on 14 Dec) — 18
      - 105mm lFH 18/40 (on 14 Dec) — 18
      - 150mm sFH 18 (on 14 Dec) — 12

    - 212-й противотанковый дивизион (5 StuG)
    - 212-й стрелковый батальон
    - 212-й инженерный батальон
    - 212-й батальон связи
    - Подразделения обеспечения дивизии

  - 276-я народная пехотная дивизия: полковник K.Möhring23
    - 1/,2/986-й народный пехотный полк
    - 1/,2/987-й народный пехотный полк
    - 1/,2/988-й народный пехотный полк
    - 1/,2,/,3/,4/276-й артиллерийский полк
      - 75mm FK 40 (on 14 Dec) — 18
      - 105mm lFH 18/40 (on 14 Dec) — 24
      - 150mm sFH 18 (on 14 Dec) — 12

    - 276-й противотанковый дивизион
    - 276-й стрелковый батальон
    - 276-й инженерный батальон
    - 276-й батальон связи
    - Подразделения обеспечения дивизии
- LXXXV корпус: генерал пехоты B. Kniess
  - 15-й зенитный полк (12 heavy & 14 medium/light батареи)
  - 668-й тяжёлый противотанковый дивизион
  - 1094-я артиллерийская батарея
  - 999th Penal Battalion (?)
  - 406-й моторизованный народный артиллерийский корпус
    - 1-й батальон (RSO): 3 (motZ) батареи (6 75mm FK 40)
    - 2-й батальон: 2 (motZ) батареи (6 100mm K 18)
    - 3-й батальон (RSO): 3 (motZ) батареи (6 105mm leFH 18/40)
    - 4-й батальон: 2 (motZ) батареи (6 152mm KH 433(r))
    - 5-й батальон: 2 (motZ) батареи (6 122mm sFH 396(r))

  - 18-я (t-mot) народная миномётная бригада
    - 21-й полк тяжёлых реактивных миномётов:
      - 1-й батальон: 3 (mot) батареи (6 210 мм пусковые установки)
      - 2-й & 3-й батальоны, в каждом: 3 (mot) батареи (6 210 мм пусковые установки)

    - 22-й полк тяжёлых реактивных миномётов:
      - 1-й батальон: 3 (mot) батареи (6 150 мм пусковые установки)
      - 2-й батальон: 3 (mot) батареи (6 300 мм пусковые установки)
      - 3-й батальон: то же, что и 2-й батальон

  - 5-я парашютная дивизия: полковник L. Heilmann24
    - 1/,2/,3/13-й парашютно-десантный полк
    - 2/,3/,4/14-й парашютно-десантный полк
    - 1/,2/,3/15-й парашютно-десантный полк
    - 1/,2/,3/5-й артиллерийский полк
      - 105mm lFH 18/40 (on 14 Dec) — 24
      - 150mm sFH 18 (on 14 Dec) — 12

    - 5-й противотанковый дивизион (3 cos)
    - 5-й инженерный батальон
    - 5-й зенитный дивизион
    - 5-й авиационный батальон связи
    - 11-я парашютная бригада штурмовых орудий (27 StuG) (Fallschirm-Sturmgeschütz-Brigade 11)

  - 352-я народная пехотная дивизия: полковник E.Schmidt
    - 1/,2/914-й народный пехотный полк
    - 1/,2/915-й народный пехотный полк
    - 1/,2/916-й народный пехотный полк
    - 1/,2/,3/,4/352-й артиллерийский полк
      - 75mm FK 40 (on 14 Dec) — 24
      - 105mm lFH 315 (i)(on 14 Dec) — 8
      - 150mm sFH 18 (on 14 Dec) — 12

    - 352-й противотанковый дивизион (6 Hetzer Pzjg 38t)
    - 352-й стрелковый батальон
    - 352-й инженерный батальон
    - 352-й батальон связи

15-я армия: генерал пехоты Gustav von Zangen
- 621-й артиллерийский полковой штаб z.b.V.
- 1000-я штурмовая миномётная рота (Sturmtigers)26
- 1001-я штурмовая миномётная рота (Sturmtigers)
- 1513-я крепостная артиллерийская батарея (20-122mm sFH 396 (r))
- 1301-й крепостной артиллерийский дивизион (9- 220mm Kan. 531 (f))
- 1310-й крепостной артиллерийский дивизион (18-122mm sFH 396 (r))
- 1076-я крепостная артиллерийская батарея (2-240mm Kan. (t))
- 341-й дивизион штурмовых орудий (16 StuG)
- 902-й дивизион штурмовых орудий (16 StuG)
- 14-й наблюдательный батальон
- 63-й (bo) лёгкий наблюдательный батальон
- 55-я (bo) наблюдательная батарея
- 682-я (mot Zug) противотанковый дивизион
- 434-й инженерно-строительный батальон
- 1-я зенитная бригада (16 тяжёлых & 8 средних/лёгких батареи)27
- 9-я танковая дивизия: генерал-майор von Elverfeldt (12,251/6,258/3,995)
  - 1/,2/10-й моторизованный полк
  - 1/,2/11-й моторизованный полк
  - 9-й танковый разведывательный батальон
  - 1/,2/33-й танковый полк (28 Mk IV & 37 Mk V)
    - Mk V Panther — 60/47/37/10
    - Mk IV — 30/28/28/0

  - 1/,2/,3/102-й танковый артиллерийский полк
    - 105mm lFH 18/40- 19/19/0/0 (on 14 Dec) — 18
    - 150mm sFH 18/40- 8/8/0/0 (on 14 Dec) — 8
    - 100mm K18 — 4/4/0/0 (on 14 Dec) — 3
    - Hummel — 12/5/5/7 (on 14 Dec) — 5

  - 287-й армейский зенитный дивизион
  - 50-й противотанковый дивизион (10 Pzjg IV)
    - StuG — 45/11/10/14
    - Heavy PAK — 13/12/11/0

  - 86-й сапёрный батальон
  - Подразделения обеспечения дивизии
- 15-я моторизованная дивизия: полковник H.J.Deckert (13,017/7,605/5,172)
  - 1/,2/,3/104-й моторизованный полк
  - 1/,2/,3/115-й моторизованный полк
  - 115-й танковый батальон (14 MK IV & 38 StuG)
    - Mk IV & StuG — 68/69/57/0
    - 115-й танковый разведывательный батальон

  - 1/,2/,3/115-й артиллерийский полк
    - 105mm lFH — 37/37/0/0 (on 14 Dec) — 24
    - 150mm sFH — 12/12/0/0 (on 14 Dec) — 8
    - 100mm K18 — 4/4/0/0 (on 14 Dec) — 3

  - 33-й противотанковый дивизион (20 Pzjg IV)
    - Heavy PAK — 19/16/12/8

  - 33-й инженерный батальон
  - 315-й зенитный дивизион
  - 33-й батальон связи
- 246-я народная пехотная дивизия: полковник P. Körte (9,936/6,489/5,514)
  - 1/,2/352-й пехотный полк
  - 1/,2/404-й пехотный полк
  - 1/,2/689-й пехотный полк
  - 1/,2/,3/,4/246-й артиллерийский полк
    - 75mm PAK (on 14 Dec) — 5
    - 76.2mm R (on 14 Dec) — 7
    - 105mm lFH 18/40 (on 14 Dec) — 9
    - 122mm sFH 396(r) (on 14 Dec)- 6
    - 150mm lFH 18 (on 14 Dec) — 9

  - 246-й стрелковый батальон
  - 246-й противотанковый дивизион (8 Hetzer Pzjg 38t)
  - 246-й сапёрный батальон
  - 246-й батальон связи
  - Подразделения обеспечения дивизии
- 340-я народная пехотная дивизия: полковник T. Tolsdorf
  - 1/,2/694-й пехотный полк
  - 1/,2/695-й пехотный полк
  - 1/,2/696-й пехотный полк
  - 1/,2/,3/,4/340-й артиллерийский полк
    - 75mm FK 40 (on 14 Dec) — 18
    - 105mm lFH 18/40 (on 14 Dec) — 24
    - 150mm lFH 18 (on 14 Dec) — 12

  - 340-я стрелковая рота
  - 340-й противотанковый дивизион (9 Hetzer Jgpz 38t)
  - 340-й сапёрный батальон
  - 340-й батальон связи
  - Подразделения обеспечения дивизии
- LXXIV корпус: генерал пехоты Karl Püchler
  - III/139-й тяжёлый гаубичный дивизион (12-150mm sFH 18)
  - 628-й миномётный дивизион (6-210mm howitzers)
  - 992-й лёгкий артиллерийский дивизион (8-105mm lFH 18/40 &
  - 4 152mm KH 433 (r) guns)
  - 843-й лёгкий артиллерийский дивизион (12-105mm lFH 18)
  - 1193-й тяжёлый артиллерийский дивизион (9-150mm sFH 18)
  - 1308-й крепостной артиллерийский дивизион (27FK 240 (d))
  - 85-я пехотная дивизия: полковник Bechler
    - 1/,2/1053-й пехотный полк
    - 1/,2/1054-й пехотный полк
    - 1/,2/1064-й пехотный полк
    - 85-й стрелковый батальон
    - 1/,2/,3/,4/185-й артиллерийский полк
      - 105mm sFH 18/40 (on 14 Dec) — 12
      - 185-й противотанковый дивизион
      - 185-й сапёрный батальон
      - 185-й батальон связи

    - Подразделения обеспечения дивизии

  - 89-я пехотная дивизия: генерал-майор Bruns (7,861/4,841/4,048)
    - 1/,2/1055-й пехотный полк
    - 1/,2/1056-й пехотный полк
    - 1/,2/1063-й пехотный полк
    - 189-й стрелковый батальон
    - 1/,2/,3/189-й артиллерийский полк
      - -* 105mm sFH 18/40 (on 14 Dec) — 9
      - 122mm sFH 396(r) (on 14 Dec)- 2
      - 150mm lFH 18 (on 14 Dec) — 4

    - 189-й противотанковый дивизион (9 StuG)
    - Подразделения обеспечения дивизии

  - 344-я пехотная дивизия: генерал-майор Jolasse (5,658/3,366/2,985)
    - 1/,2/,3/1057-й пехотный полк
    - 1/,2/,3/1058-й пехотный полк
    - Staff/832-й пехотный полк
    - 1/,2/,3/,4/344-й артиллерийский полк
      - 105mm sFH 18/40 (on 14 Dec) — 27

    - 344-й стрелковый батальон
    - 344-й противотанковый дивизион (10 Hetzer Pzjg 38t)
    - 344-й сапёрный батальон
    - 344-й батальон связи
    - Подразделения обеспечения дивизии

  - 353-я пехотная дивизия: генерал-лейтенант Mahlmann (7,328/?/2,796)
    - 1/,2/941-й пехотный полк
    - 1/,2/942-й пехотный полк
    - 1/,2/943-й пехотный полк
    - 353-й стрелковый батальон
    - 1/,2/,3/,4/353-й артиллерийский полк
      - 105mm sFH 18/40 (on 14 Dec) — 15
      - 75mm IG 33 (on 14 Dec) — 2

    - 353-й противотанковый дивизион (8 Hetzer Pzjg 38t)
    - 353-й сапёрный батальон
    - 353-й батальон связи
    - Подразделения обеспечения дивизии

Резерв ОКВ:
- 3-я моторизованная дивизия: (см. список прибывших формирований)
- 9-я народная пехотная дивизия: (см. список прибывших формирований)
- 167-я народная пехотная дивизия: (см. список прибывших формирований)
- Бригада сопровождения фюрера: (см. список прибывших формирований)
- Моторизованная бригада «Фюрер»: (см. список прибывших формирований)
- 257-я народная пехотная дивизия: полковник Seidel
  - 1/,2/457-й пехотный полк
  - 1/,2/466-й пехотный полк
  - 1/,2/477-й пехотный полк
  - 1/,2/,3/,4/257-й артиллерийский полк
  - 257-я дивизионная стрелковая рота
  - 257-й противотанковый дивизион (6 Hetzer Pzjg 38t)
  - 257-й сапёрный батальон
  - 257-й батальон связи
  - Подразделения обеспечения дивизии
- 10-я танковая дивизия СС «Фрундсберг»:
  - 1/,2/,3/21-й моторизованный полк СС
  - 1/,2/,3/22-й моторизованный полк СС
  - 1/,2/10-й танковый полк СС (26 Mk IV, 33 Mk V)
    - Mk V Panther — 60/10/4/25
    - Mk IV — */0/0/3429

  - 1/,2/,3/,4/10-й танковый артиллерийский полк СС
    - 105mm lFH — 37/37/0/0
    - 150mm sFH — 18/18/0/0
    - 100mm K18 — 4/8/0/0

  - 10-й разведывательный батальон СС (5 рот)
  - 10-й противотанковый дивизион СС (33 Pzjg IV & Pzjg V) Heavy PAK — 28/6/2/?
  - 10-й зенитный дивизион СС
  - 10-й сапёрный батальон СС (3 роты)
  - 10-й танковый батальон связи СС (2 роты)
  - Подразделения обеспечения дивизии
- 6-я горнопехотная дивизия СС «Норд»: (18,236/0/0/0)
  - 1/,2/,3/6-й горнопехотный полк СС
  - 1/,2/,3/7-й горнопехотный полк СС
  - Мотострелковый батальон СС
  - 1/,2/,3(mot)/,4(hv)/Горноартиллерийский полк СС
  - Разведывательный батальон СС «Норд»
  - Инженерный батальон СС «Норд»
  - Батальон связи СС «Норд»
  - Противотанковый дивизион СС «Норд»
  - Подразделения обеспечения дивизии
- 11-я танковая дивизия:
  - 1/,2/110-й моторизованный полк
  - 1/,2/111-й моторизованный полк
  - 11-й танковый разведывательный батальон
  - 1/,2/15-й танковый полк (39 Mk IV, 56 Mk V)
    - Mk V Panther — 56/56/43/10
    - Mk IV — 56/39/10/17

  - 1/,2/,3/119-й танковый артиллерийский полк
    - 105mm lFH — 19/12/12/6
    - 150mm sFH — 8/7/6/0
    - 100mm K18 — 4/4/2/0
    - Wespe — 6/7/4/3
    - Hummel — 6/4/2/2

  - 277-й армейский зенитный дивизион
  - 90-й противотанковый дивизион (19 Pzjg IV)
    - StuG — 21/19/7/9
    - Heavy PAK — 13/23/9/0

  - 209-й танковый инженерный батальон
  - 89-й танковый батальон связи
  - Подразделения обеспечения дивизии

Военно-воздушные силы:
- II истребительный корпус: генерал-майор D. Peltz
  - 3-я истребительная авиационная дивизия: генерал-майор Grabmann
    - Истребительная авиационная эскадра 1 (3 группы)(Me-109 & FW-190)
    - Истребительная авиационная эскадра 3 (3 группы)
    - Истребительная авиационная эскадра 6 (3 группы)
    - Истребительная авиационная эскадра 26 (3 группы)(Me-109 & FW-190)
    - Истребительная авиационная эскадра 27 (4 gruppen)(Me-109 & FW-190)
    - Истребительная авиационная эскадра 77 (3 группы)(Me-109)
    - IV/Истребительная авиационная эскадра 54 (1 gruppe)

  - Истребительный абшнит «Средний Рейн»: полковник Trübenbach
    - Истребительная авиационная эскадра 2 (3 группы)(Me-109 & FW-190)
    - Истребительная авиационная эскадра 4 (3 группы)(Me-109 & FW-190)
    - Истребительная авиационная эскадра 11 (3 группы)(Me-109 & FW-190)
    - Истребительная авиационная эскадра 53 (3 группы)(Me-109)
    - IV/Истребительная авиационная эскадра 54 (1 gruppe)
    - Эскадра непосредственной поддержки войск 4 (3 группы)(FW-190)

  - 3-я авиационная дивизия:
    - Боевая группа 51 (Me-262) (Kampfgruppe 51)
    - Боевая группа 66 (Ju-188 & Do-217)
    - Боевая группа 76 (Ar-234)
    - Ночная авиационная эскадра 1 (Ju-87)
    - Ночная авиационная эскадра 2 (Ju-87)
    - Ночная авиационная эскадра 20 (FW-190)
    - Ночная истребительная авиационная эскадра 2 (Ju-88)
- III зенитный корпус: генерал-лейтенант W. Pickert

Прибыли 17 декабря:
- Парашютный батальон Фон дер Гайдте (Von der Heydte)
- 669-й батальон Ost
- 276-я народная пехотная дивизия:
  - 1/,2/986-й пехотный полк
  - 1/,2/987-й пехотный полк
  - 1/,2/988-й пехотный полк
  - 1/,2/,3/,4/276-й артиллерийский полк
    - 105mm lFH 18/40 (on 14 Dec) — 12
    - 12 75mm FK 16 (on 14 Dec) — 12
    - 150mm sFH 18 (on 14 Dec) — 18
    - 2 152mm KH 433 (r) (on 14 Dec) — 2

  - 1276-я рота штурмовых орудий (4 Jp 38t)
  - 276-й сапёрный батальон
  - 276-й батальон связи
  - Подразделения обеспечения дивизии

Прибыли 18 декабря:
- II танковый корпус СС: SS Obergruppenführer W. Bittrich
  - 410-й народный артиллерийский корпус
  - 502-й тяжёлый артиллерийский дивизион СС
  - Бригада сопровождения фюрера: полковник O. Remer31
    - 1-й моторизованный батальон
    - 2-й моторизованный батальон
    - 200-й дивизион штурмовых орудий (28 StuG) (Sturmgeschütz-Abteilung 200 (Feld))
    - Разведывательная рота
    - Артиллерийский дивизион (3 батареи)
    - 828-й пехотный батальон
    - 673-й зенитный полк
    - 928-й велосипедный батальон

  - 9-я танковая дивизия СС «Гогенштауфен»: оберфюрер СС S.Stalder
    - 1/,2/9-й танковый полк СС (32 Mk VI, 49 Mk V)
      - Mk V Panther — 60/35/35/?
      - Mk IV — 30/39/39/?

    - 1/,2/,3/19-й моторизованный полк СС
    - 1/,2/,3/20-й моторизованный полк СС
    - 1/,2/,3/,4/9-й артиллерийский полк СС
      - 105mm lFH — 0/24/0/0 (on 14 Dec — 24)
      - 150mm sFH — 0/14/0/0 (on 14 Dec — 14)
      - 100mm K18 — 0/6/0/0 (on 14 Dec — 0)
      - (150mm Hummel on 14 Dec — 6)

    - 9-й противотанковый дивизион СС (28 StuG) StuG — 28/49/49/?
    - 9-й инженерный батальон СС
    - 9-й зенитный дивизион СС
    - 9-й батальон связи СС
    - 519-й тяжёлый противотанковый дивизион (20 Pzjg IV) (Heavy PAK — 28/25/25/0)
    - 502-й миномётный дивизион СС

  - 3-я моторизованная дивизия: генерал-майор W.Denkert (10,381/6,172/4,653)
    - 1/,2/,3/8-й моторизованный полк
    - 1/,2/,3/29-й моторизованный полк
    - 103-й танковый батальон (25 StuG) (StuG — 68/69/57/0)
    - 1/,2/,3/3-й танковый артиллерийский полк
      - 105mm lFH — 37/36/0/0
      - 150mm sFH — 12/9/0/3
      - 100mm K18 — 4/4/0/0

    - 103-й разведывательный батальон
    - 3-й противотанковый дивизион (25 Pzjg IV) Heavy PAK — 19/9/6/10
    - 3-й инженерный батальон
    - 3-й батальон связи
    - 312-й армейский зенитный дивизион

Прочее в составе 2-го ТК СС:
- - 1129-й пехотный полк (560-я народная пехотная дивизия)
  - 1560-я батарея штурмовых орудий (560-я народная пехотная дивизия) (12 Jpz 38t)

Прибыли 19 декабря:
- Моторизованная бригада «Фюрер»: полковник H.J.Kahler34
  - 1/,2/,3/Моторизованный полк
  - 1/,2/Танковый полк (11 Mk IV & 37 Mk V tanks)
  - 911-й дивизион штурмовых орудий (34 StuG) (Sturmgeschütz-Abteilung 911)
  - Артиллерийский дивизион (3 батареи)
  - Противотанковая рота (10 Marder III)
- 2-я танковая дивизия СС «Рейх» (бригадефюрер СС H. Lammerding)
  - 1/,2/2-й танковый полк СС (28 Mk IV, 58 MK V)
    - Mk V Panther — 60/58/58/?
    - Mk IV — 30/28/28/?

  - 1/,2/,3/3-й моторизованный полк СС «Deutschland»
  - 1/,2/,3/4-й моторизованный полк СС «Der Führer»
  - 1/,2/,3/,4/2-й артиллерийский полк СС
    - 105mm lFH 18/40- 0/26/0/0 (on 14 Dec — 26)
    - 150mm sFH 18 — 0/22/0/0 (on 14 Dec — 22)
    - 100mm K18 — 0/5/0/0 (on 14 Dec — 5)

  - 2-й разведывательный батальон СС «Рейх»
  - 2-й противотанковый дивизион СС «Рейх» (20 Pzjg IV) Heavy PAK — 28/18/18/10)
  - 2-й инженерный батальон СС «Рейх»
  - 2-й зенитный дивизион СС «Рейх» (4 батареи)
  - 2-й дивизион штурмовых орудий СС «Рейх» (28 StuG) StuG — 28/48/48/0
  - 2-й батальон связи СС «Рейх»
  - 508-й миномётный дивизион СС
- 246-я народная пехотная дивизия: полковник P. Koerte
  - 1/,2/352-й народный пехотный полк
  - 1/,2/404-й народный пехотный полк
  - 1/,2/689-й народный пехотный полк
  - 1/,2/,3/,4/246-й артиллерийский полк
    - 75mm PAK 40 (on 14 Dec) — 5
    - 76.2mm (r) (on 14 Dec) — 7
    - 105mm lFH 18/40 (on 14 Dec) — 9
    - 150mm sFH 18 (on 14 Dec) — 9
    - 122mm sFH 396(r) (on 14 Dec) — 5

  - 246-й стрелковый батальон
  - 246-й противотанковый дивизион
  - 246-й инженерный батальон
  - 246-й батальон связиli

Прибыли 20 декабря:
- Штаб LXXIV армейского корпуса
- 506-й тяжёлый танковый батальон

Прибыли 21 декабря:
- 79-я народная пехотная дивизия: полковник A.Weber
  - 1/,2/208-й народный пехотный полк
  - 1/,2/212-й народный пехотный полк
  - 1/,2/226-й народный пехотный полк
  - 1/,2/,3/,4/179-й артиллерийский полк
  - 179-й противотанковый дивизион
  - 179-й стрелковый батальон
  - 179-й инженерный батальон
  - 179-й батальон связи

Прибыли 22 декабря:
- 9-я танковая дивизия: генерал-майор H. von Elverfeldt
  - 1/33-й танковый полк
    - MK V & StuG — 68/15/11/0

  - 1/,2/10-й моторизованный полк
  - 1/,2/11-й моторизованный полк
  - 1/,2/,3/102-й артиллерийский полк
    - 105mm lFH — 37/37/0/0
    - 150mm sFH — 12/12/0/0
    - 100mm K18 — 4/4/0/0

  - 9-й разведывательный батальон
  - 50-й противотанковый дивизион (Heavy PAK — 19/16/12/8)
  - 86-й инженерный батальон
  - 86-й батальон связи
  - 287-й тяжёлый зенитный дивизион
  - 301-й FKL тяжёлый танковый батальон (Tiger I Tanks)
- 15-я моторизованная дивизия:
  - 1/,2/,3/104-й моторизованный полк
  - 1/,2/,3/115-й моторизованный полк
  - 115-й танковый разведывательный батальон
  - 115-й танковый батальон (Mk V & StuG 68/15/11/0)
  - 1/,2/,3/33-й танковый артиллерийский полк
    - 105mm lFH — 37/37/0/0
    - 150mm sFH — 12/12/0/0
    - 100mm K18 — 4/4/0/0

  - 315-й зенитный дивизион
  - 33-й противотанковый дивизион Heavy PAK — 19/16/12/8
  - 33-й инженерный батальон
  - 33-й батальон связи
  - Подразделения обеспечения дивизии
- 403-й моторизованный народный артиллерийский корпус:
  - 1-й батальон (RSO): 3 (tmot) батареи (6 105mm leFH)
  - 2-й батальон (RSO): 3 (tmot) батареи (6 88mm PAK 43)
  - 3-й батальон (RSO): 3 (tmot) батареи (6 105mm leFH)
  - 4-й батальон: 2 (tmot) батареи (6 150 sFH 18)
  - 5-й батальон (RSO): 2 (tmot) батареи (6-122mm sFH 396 (r))
  - 6-й батальон: 2 (tmot) батареи (3 210mm гаубицы), 1 (tmot) батарея (3-170mm Guns)
- 407-й моторизованный народный артиллерийский корпус:
  - 1-й батальон (RSO): 3 (motZ) батареи (6 75mm FK 40)
  - 2-й батальон: 2 (motZ) батареи (6 100mm K 18)
  - 3-й батальон (RSO): 3 (motZ) батареи (6 105mm leFH 18/40)
  - 4-й батальон: 2 (motZ) батареи (6 152mm KH 433(r))
  - 5-й батальон: 2 (motZ) батареи (6 122mm sFH 396(r))
- 409-й моторизованный народный артиллерийский корпус:
  - 1-й батальон (RSO): 3 (tmot) батареи (6 75mm FK 40)
  - 2-й батальон: 2 (tmot) батареи (6 100mm K 18)
  - 3-й батальон (RSO): 3 (tmot) батареи (6 105mm leFH 18/40)
  - 4-й батальон: 2 (tmot) батареи (6 152mm KH 433(r))
  - 5-й батальон: 2 (tmot) батареи (6 122mm sFH 396(r))

Прибыл 23 декабря: 741-й противотанковый дивизион (20 Jpz 38t)

Прибыли 24 декабря:
- XXXIX танковый корпус: генерал-лейтенант K. Decker
  - 167-я народная пехотная дивизия: генерал-лейтенант H.K.Höcker
    - 1/,2/331-й народный пехотный полк
    - 1/,2/339-й народный пехотный полк
    - 1/,2/387-й народный пехотный полк
    - 1/,2/,3/,4/167-й артиллерийский полк
    - 167-й противотанковый дивизион (12 Hetzer Pzjg 38t)41
    - 167-й стрелковый батальон
    - 167-й сапёрный батальон
    - 167-й батальон связи

  - 326-я народная пехотная дивизия: полковник Kaschner
    - 1/,2/751-й пехотный полк
    - 1/,2/752-й пехотный полк
    - 1/,2/753-й пехотный полк
    - 326-я дивизионная стрелковая рота
    - 1/,2/,3/,4/,326-й артиллерийский полк
    - 1326-я батарея штурмовых орудий (12 Jpz 38t)
    - 326-й сапёрный батальон
    - 326-й батальон связи
    - Подразделения обеспечения дивизии

Прибыли 25 декабря:
- 9-я народная пехотная дивизия: полковник W. Kolb
  - 1/,2/36-й народный пехотный полк
  - 1/,2/57-й народный пехотный полк
  - 1/,2/116-й народный пехотный полк
  - 1/,2/,3/,4/9-й артиллерийский полк
  - 9-й противотанковый дивизион (12 Hetzer Pzjg 38t)
  - 9-я стрелковая рота
  - 9-й сапёрный батальон
  - 9-й батальон связи
- 410-й народный артиллерийский корпус:
  - 1-й батальон (RSO): 3 (motZ) батареи (6 75mm FK 40)
  - 2-й батальон: 2 (motZ) батареи (6 100mm K 18)
  - 3-й батальон (RSO): 3 (motZ) батареи (6 105mm leFH 18/40)
  - 4-й батальон: 2 (motZ) батареи (6 152mm KH 433(r))
  - 5-й батальон: 2 (motZ) батареи (6 122mm sFH 396(r))
  - 6-й батальон: 3 (motZ) батареи (3 210mm mörsers)

Прибыли 28 декабря:
- 19-я народная миномётная бригада:
  - 23-й полк тяжёлых реактивных миномётов:
    - 1-й батальон: 3 (mot) батареи (6 210 мм пусковые установки)
    - 2-й батальон: 3 (mot) батареи (6 210 мм пусковые установки)
    - 3-й батальон: такой же как 3-й батальон

  - 24-й полк тяжёлых реактивных миномётов:
    - 1-й батальон: 3 (mot) батареи (6 150 мм пусковые установки)
    - 2-й батальон: 3 (mot) батареи (6 300 мм пусковые установки)
    - 3-й батальон: такой же как 2-й батальон
- 167-я народная пехотная дивизия
  - 1167-я батарея штурмовых орудий (12 Jpz 38t)

Отозвано 28 декабря:
- 150-я танковая бригада СС
- 7-я народная миномётная бригада
- 17-я народная миномётная бригада
- 410-й народный артиллерийский корпус
- 653-й тяжёлый противотанковый дивизион
- 394-й дивизион штурмовых орудий (Sturmgeschütz-Abteilung 394)
- 667-й дивизион штурмовых орудий (Sturmgeschütz-Abteilung 667)

Прибыли 29 декабря:
- 340-я народная пехотная дивизия: полковник T.Tolsdorff43
  - 1/,2/694-й народный пехотный полк
  - 1/,2/695-й народный пехотный полк
  - 1/,2/696-й народный пехотный полк
  - 1/,2/,3/,4/340-й артиллерийский полк
  - 340-й противотанковый дивизион
  - 340-й стрелковый батальон
  - 340-й сапёрный батальон
  - 340-й батальон связи

Прибыли 1 января:
- Штаб корпуса Фельбера: генерал-лейтенант Фельбер. Будет командовать: 183-я народная пехотная дивизия

Отозвано 4 января: Штаб XXXIX танкового корпуса 

Отозвано 5 января: 19-я народная миномётная бригада

### Соотношение сил сторон
|                                         | Союзники | Союзники | Союзники | Союзники | Германия | Германия | Германия | Германия |
| Месяц                                   | Декабрь  | Декабрь  | Январь   | Январь   | Декабрь  | Декабрь  | Январь   | Январь   |
| Дата                                    | 16       | 24       | 2        | 16       | 16       | 24       | 2        | 16       |
| --------------------------------------- | -------- | -------- | -------- | -------- | -------- | -------- | -------- | -------- |
| Личный состав (чел.)                    | 228 741  | ≈541 000 | ≈705 000 | 700 520  | 406 342  | ≈449 000 | ≈401 000 | 383 016  |
| Танки                                   | 483      | 1616     | 2409     | 2428     | 557      | 423      | 287      | 216      |
| Истребители танков и САУ                | 499      | 1713     | 1970     | 1912     | 667      | 608      | 462      | 414      |
| Другие бронированные машины             | 1921     | 5352     | 7769     | 7079     | 1261     | 1496     | 1090     | 907      |
| Противотанковые и артиллерийские орудия | 971      | 2408     | 3305     | 3181     | 4224     | 4131     | 3396     | 3256     |
| Танковых дивизий                        | 2        | 6        | 8        | 8        | 7        | 8        | 8        | 8        |
| Танковых бригад                         |          | 1        | 2        | 2        | 1        | 1        | 1        |          |
| Пехотных дивизий                        | 6        | 15       | 22       | 22       | 13       | 16       | 15       | 16       |
| Пехотных бригад                         |          |          |          |          |          | 2        | 2        | 2        |

## Начало немецкого наступления: 16—25 декабря 1944

Наступление немецких войск в Арденнах:
16—25 декабря 1944

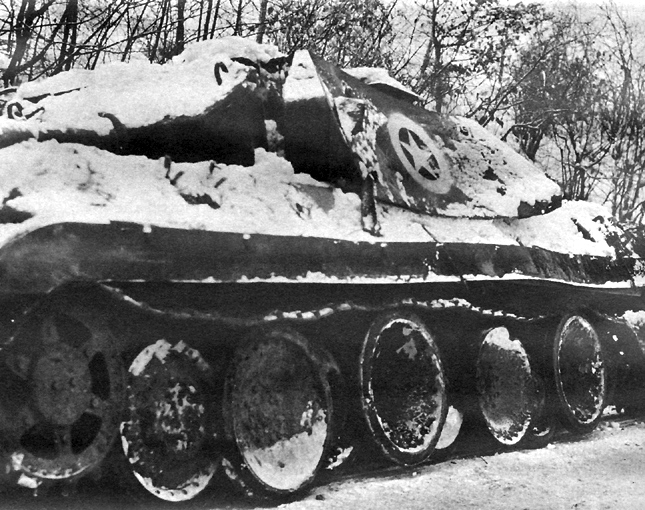
Подбитый немецкий танк «Пантера», замаскированный под M10 (САУ)

Наступление немецких войск (6-я танковая армия СС, 5-я танковая армия и 7-я полевая армии, объединённые в группу армий «Б» под командованием фельдмаршала В. Моделя) началось утром 16 декабря 1944 года, и к 25 декабря немцы продвинулись на 90 км вглубь обороны. Первой целью немцев, разумеется, были мосты через реку Маас, которая отделяла Арденны от остальной части Бельгии, и без захвата которых дальнейшее наступление было невозможным из-за географических особенностей местности. Затем они планировали наступать на Антверпен, через порт которого проходило снабжение 21-й группы армий, и на столицу Бельгии — Брюссель. Немецкое командование больше всего рассчитывало на свою тяжёлую бронетехнику (танки «Тигр» и «Королевский тигр») и нелётную погоду — из-за постоянных снегопадов и сильной облачности авиация союзников несколько дней не могла действовать, и это временно сводило на нет превосходство союзников в воздухе. Нехватку топлива немцы рассчитывали восполнить за счёт захвата трофейного топлива у союзников на складах в городах Льеж и Намюр. Мосты через Маас оборонялись частями 30-го британского корпуса и были заминированы сапёрами и готовы к подрыву на случай, если возникнет угроза их захвата немцами.

Поддержать Арденнскую операцию должна была секретная диверсионная операция под кодовым наименованием «Гриф». Вот как описывает начало немецкого наступления американский журналист Ральф Ингерсолл, который находился в войсках и принимал личное участие в отражении Арденнского наступления: 
«У немцев как будто было всё — внезапность, быстрота, огневая мощь и высокое моральное состояние. Глядя на карту утром 17 декабря, казалось невозможным остановить их, — они прорвали нашу линию обороны на фронте в пятьдесят миль и хлынули в этот прорыв, как вода во взорванную плотину. А от них, по всем дорогам ведущим на запад, бежали сломя голову американцы…»

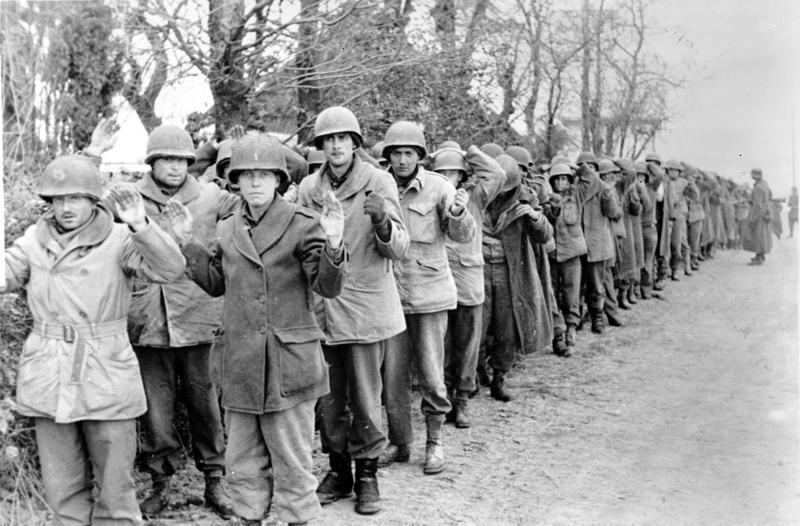
Пленные американские солдаты;
22 декабря 1944

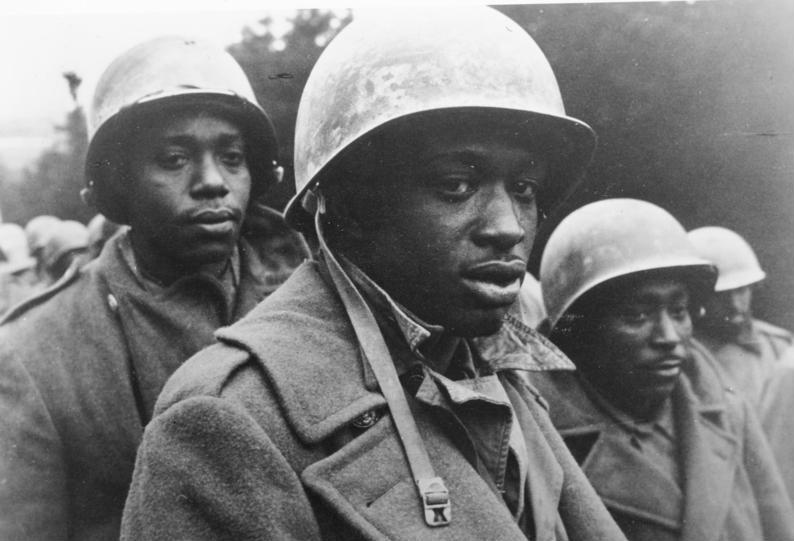
Пленные американские солдаты; декабрь 1944

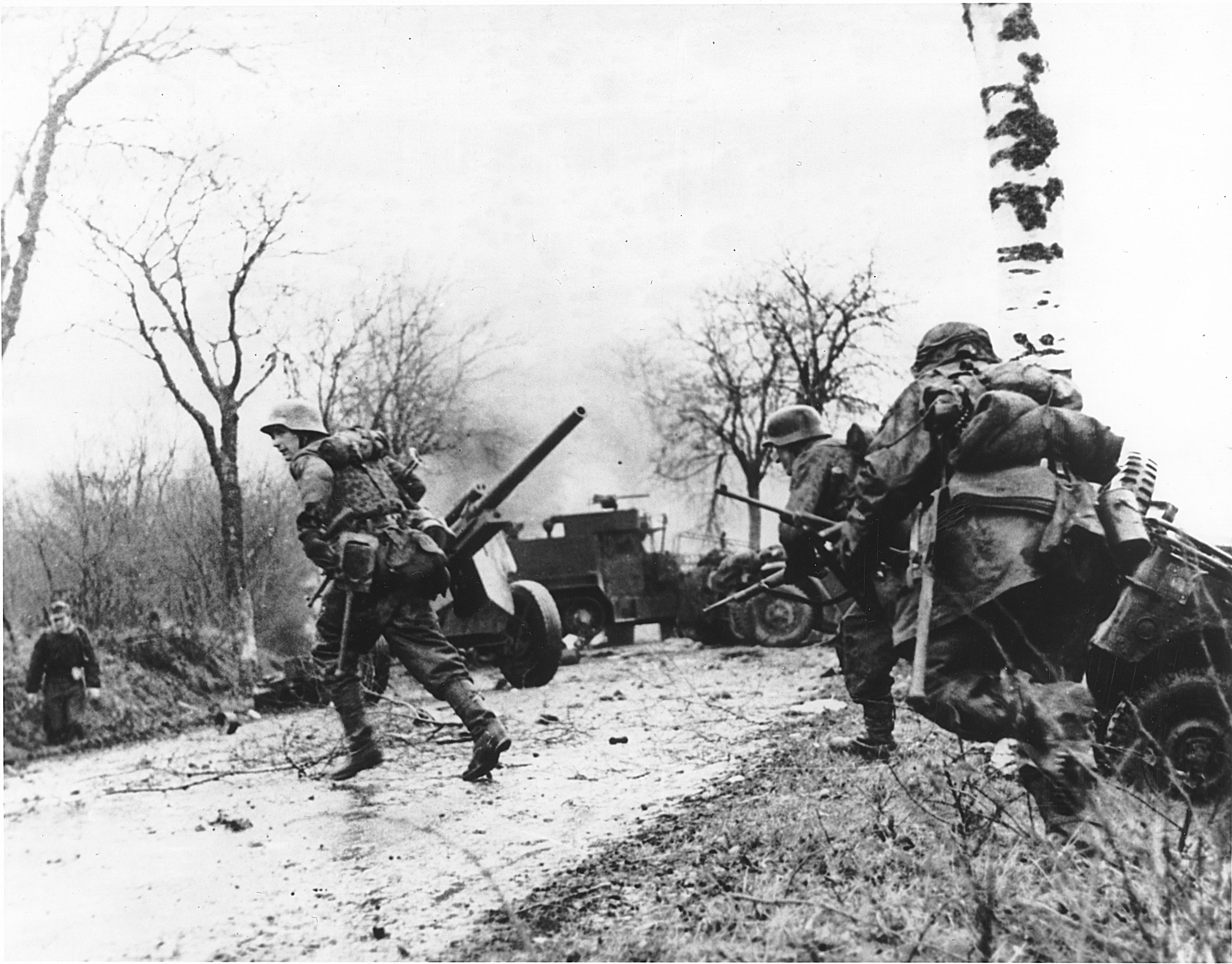
Немецкие солдаты пробегают мимо брошенной американской техники; декабрь 1944

В то же время начальник немецкого генерального штаба сухопутных войск Гудериан отмечал: 
«Итак, 16 декабря началось наступление, 5-я танковая армия глубоко вклинилась в оборону противника. Передовые танковые соединения сухопутных войск — 116-я и 2-я танковые дивизии — вышли непосредственно к р. Маас. Отдельные подразделения 2-й танковой дивизии даже достигли р. Рейн. 6-я танковая армия не имела такого успеха. Скопления войск на узких обледенелых горных дорогах, задержки с вводом в бой второго эшелона на участке 5-й танковой армии, недостаточно быстрое использование первоначального успеха — все это привело к тому, что армия потеряла темп наступления — самое необходимое условие для проведения каждой крупной операции. К тому же и 7-я армия натолкнулась на трудности, в результате чего потребовалось повернуть танковые части Мантейфеля на юг, чтобы предупредить угрозу с фланга. После этого не могло быть и речи о крупном прорыве. Уже 22 декабря пришлось признать необходимость ограничения цели операции. В этот день мыслящему в больших масштабах командованию надлежало бы вспомнить об ожидаемом наступлении на Восточном фронте, положение которого зависело от своевременного окончания в основном уже провалившегося наступления на Западном фронте. Однако не только Гитлер, но также и верховное командование вооруженных сил, и особенно штаб оперативного руководства вооруженными силами, в эти роковые дни думали только о Западном фронте. Трагедия нашего военного командования стала ещё более очевидной после провала наступления в Арденнах, перед концом войны. 24 декабря было ясно для каждого здравомыслящего солдата, что наступление окончательно провалилось. Нужно было немедленно переключить все наши усилия на восток, если это не было уже слишком поздно. Внимательно следил я из своего штаба, переведенного в Майбахлагер под Цоссеном, за ходом наступления на западе. В интересах своего народа я желал, чтобы оно завершилось полным успехом. Но когда уже 23 декабря стало ясно, что нельзя добиться крупного успеха, я решил поехать в главную ставку фюрера и потребовать прекращения опасного напряжения и незамедлительной переброски всех сил на Восточный фронт…»

## Реакция командования антигитлеровской коалиции и их действия
Генерал Дуайт Эйзенхауэр получил сообщение о немецком наступлении 16 декабря, когда он находился в своём штабе. Он и генерал Брэдли стали анализировать возможные последствия атаки противника.
Эйзенхауэр в своих мемуарах сравнил Арденнское сражение с битвой за Кассеринский перевал в Тунисе, между ними действительно было сходство:
 «Хотя при сравнении сил, вовлечённых с обеих сторон в Арденнское и Кассеринское сражение, последнее представляется просто стычкой, тем не менее между ними существует и некоторое сходство. И тут, и там — это было наступление отчаявшихся; и тут, и там — противник воспользовался сильно укреплёнными оборонительными позициями, чтобы сосредоточить силы для нанесения удара по коммуникациям союзников в надежде вынудить их отказаться от планов непрерывных наступательных операций. Сколь ни внезапными были для нас время и сила этого удара, мы не ошибались ни относительно места его нанесения, ни относительно неизбежности такого шага со стороны противника. Более того, что касается общего реагирования на эти действия противника, то в данном случае у Брэдли и у меня имелся давно согласованный план ответных действий».

В числе тех резервов, которые можно было использовать почти немедленно, находился американский 18-й воздушно-десантный корпус под командованием генерала Риджуэя, размещённый недалеко от Реймса. В состав корпуса входили 82-я и 101-я воздушно-десантные дивизии, уже испытанные в боях соединения. Незадолго до этого они вели тяжёлые бои в Голландии и ещё не полностью оправились. По приказу Эйзенхауэра 18-й корпус был немедленно передислоцирован на Арденны. 
«Недавно на театр военных действий прибыла американская 11-я бронетанковая дивизия, а 17-я воздушно-десантная дивизия находилась в Соединённом Королевстве, готовая отправиться на континент, 87-ю пехотную дивизию также можно было доставить в угрожаемый район в пределах приемлемых сроков.
В английском секторе, далеко на севере, Монтгомери готовился к новому наступлению. К этому времени он имел один корпус полного состава, не задействованный в операциях. Мы были уверены, что при наличии таких резервов на любое наступление предпринятое немцами, мы можем в конечном счёте эффективно ответить».
101-я воздушно-десантная дивизия держала оборону в городе Бастонь — немецкая 5-я танковая армия неоднократно атаковала с разных направлений, но не смогла взять Бастонь. Оборона этого города серьёзно затрудняла наступление немцев, так как там пересекались семь главных дорог в Арденнах, которые были необходимы для снабжения вермахта.
7-я американская бронетанковая дивизия в течение 5 дней удерживала город Сен-Вит недалеко от бельгийско-германской границы на северном участке Арденнского выступа. Этот маленький город также был местом пересечения важных дорог в Арденнах — по плану немцы рассчитывали взять его в 18:00 17 декабря, но это удалось лишь 21 декабря. Такие задержки для немцев были недопустимы. Американские войска отступили и оставили город, но сильно затормозили наступление немцев. При этом союзники удержали Бастонь. Оборона обоих городов сбила темп немецкого наступления и дала возможность союзникам перебросить в Арденны дополнительные войска.
19 декабря 1944 года генерал Эйзенхауэр созвал совещание в Вердене, чтобы обсудить обстоятельства, сложившиеся в результате немецкого контрнаступления. Ещё за неделю до этих событий, 12 декабря, генерал Паттон обсуждал возможность прорыва немцев с левого фланга своей армии в секторе 1-й армии, в результате чего был разработан план контрнаступления 3-й армии на случай подобной акции противника.

Паттон писал: 
«…Как бы то ни было, противник выбился из графика, а потому я всё больше и больше укреплялся в мысли, что нам удастся окружить и уничтожить его. Хотя нельзя было забывать, что в 1940 году немцы наступали так же, как и теперь, а затем повернули на юго-запад и, пройдя через Саарбрюккен и Тьонвиль, обрушились на Мец; теперь они могли повторить тот же манёвр…»
Время начала атаки генерал Паттон назначил на 4 утра 22 декабря. 3-я армия перешла в контрнаступление, атаковала немецкие войска с юга и начала продвигаться к городу Бастонь на помощь 101-й воздушно-десантной дивизии.

## Контрнаступление антигитлеровской коалиции и поражение немецких войск: 25 декабря 1944 — 29 января 1945

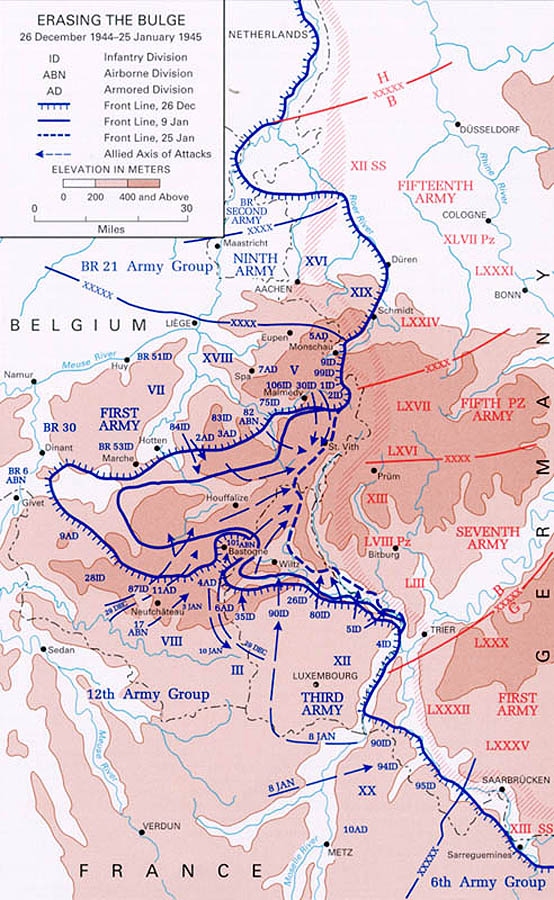
Контрнаступление союзников и ликвидация ими Арденнского выступа: 25 декабря 1944 — 29 января 1945

К концу декабря погода улучшилась, английская и американская авиация стала наносить удары по наступающим немецким войскам и бомбить линии снабжения немецких войск, которые испытывали острую нехватку горючего, так как не смогли захватить топливные склады в Льеже и Намюре. Они не смогли достигнуть даже первой цели операции — захвата мостов через реку Маас, так как не дошли до реки. Тем временем американские войска, усиленные за счёт передислокации с других участков фронта, нанесли контрудар 3-й американской армией с юга в направлении города Бастонь, а 1-я американская армия вместе с 30-м английским корпусом полностью остановили наступление противника. 101-я воздушно-десантная дивизия в Бастони сдержала натиск противника и была деблокирована частями 3-й американской армии.
Наступление вермахта захлебнулось у бельгийского города Селль (Celles) утром 25 декабря 1944 года всего лишь в 6 км от реки Маас и моста в городе Динан. По иронии судьбы, это был последний населённый пункт на пути к Маасу. Здесь было «острие» Арденнского выступа, то есть самая западная точка немецкого продвижения в Арденнах. Здесь 2-я немецкая танковая дивизия, наступавшая в авангарде 5-й танковой армии, была окружена 2-й американской и 11-й британской бронетанковыми дивизиями. Это был редкий случай в истории, когда в сражении столкнулись две дивизии противников с одинаковыми номерами.
К 25 декабря 1944 наступление немецких войск в Арденнах закончилось полным провалом. Они не выполнили даже тактических задач — не смогли захватить мосты через реку Маас, и даже не достигли самой реки. В основном это было связано с проблемами снабжения немецких войск топливом и боеприпасами. Несмотря на приказы Гитлера продолжать наступление, немецкие войска начали отход.

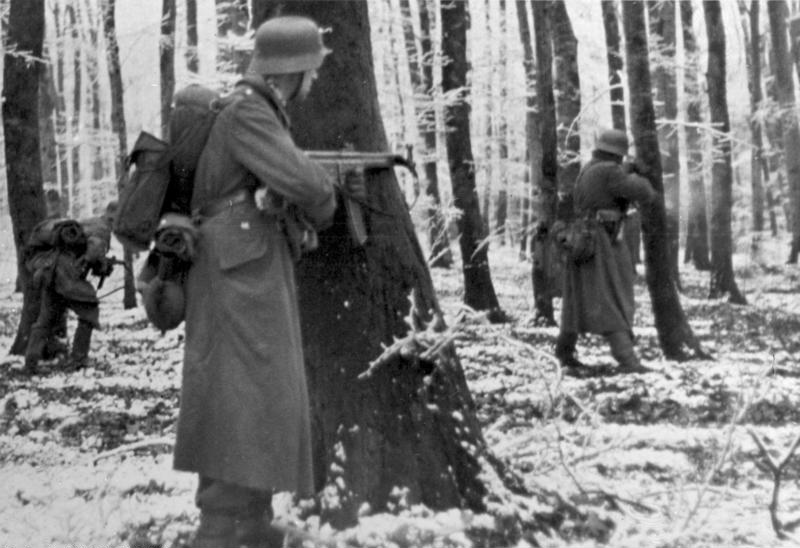
Бой в Арденнских лесах; декабрь 1944

3-я американская армия, освободив Бастонь, вклинилась в южный фланг немецких войск, тем самым перерезав линии снабжения немцев к югу от Бастони. Немецкая 5-я танковая армия оказалась под угрозой окружения. У вермахта для отступления оставался только «коридор» к северу от Бастони шириной всего 40 км — он с обеих сторон простреливался перекрестным огнём американских 155-мм орудий с дальностью стрельбы 20—24 км. Американские артиллеристы использовали новые снаряды с радиовзрывателями, которые оказались очень эффективными в Арденнских лесах. Вдобавок ко всему, американская авиация регулярно совершала налёты на отступающие немецкие войска.
Утром 1 января 1945 года в рамках операции «Боденплятте» около 1000 немецких самолётов нанесли внезапный удар (в налёте участвовали и новые реактивные истребители Messerschmitt Me.262) по аэродромам во Франции, Бельгии и Голландии. В результате налёта было уничтожено 305 и повреждено 190 самолётов союзников, значительно повреждены взлётно-посадочные полосы и материально-техническая часть аэродромов. Но и для люфтваффе итог операции был крайне тяжёлым, от действий авиации и зенитных расчётов союзников было потеряно 292 самолёта, при этом погибло 143 лётчика, ещё 70 пилотов попали в плен. 1 января немецкие войска вновь перешли в наступление — на этот раз в Эльзасе в районе Страсбурга с целью отвлечения сил союзников, но во многом это были уже лишь отвлекающие удары локального характера, проводимые небольшими силами. Стратегическую инициативу вермахт потерял безвозвратно.
Тем не менее немцы по-прежнему контролировали опасный выступ в линии фронта. В начале наступления Союзников 1-я и 3-я армии США были на расстоянии не более 40 км друг от друга. В таких условиях Союзники планировали нанести решающий контрудар по противнику с целью его окружения. Планировалось, что 3-я армия США наносит удар с юга, в то время как британские армии Монтгомери наносят удар с севера и таким образом замыкают кольцо окружения в районе Уффализ. Эйзенхауэр предлагал Монтгомери пойти в контрнаступление 1 января, чтобы встретиться с наступающей американской 3-й армией и отрезать большую часть немецких войск, заперев их в карман. Однако Монтгомери отказывался атаковать вплоть до 3 января, ссылаясь на риски наступательной операции (не имея достаточно подготовленной пехоты для боевых действий в условиях пурги на сложном рельефе местности). К этому времени значительное число немецких войск успело отступить обратно, но ценой больших потерь тяжёлой техники.
3 января 1945 года англо-американские войска от мелких контратак перешли в полномасштабное наступление на немецкие позиции. 7 января 1945 года Гитлер согласился вывести все войска из Арденн, что привело к прекращению всех наступательных операций вермахта на данном участке фронта и планомерному отступлению немецких частей.
Однако и на тот момент, к концу немецкого наступления, ситуация в Арденнах продолжала оставаться более чем серьёзной. Так, командующий 3-й армией США Джордж Смит Паттон писал о тех событиях следующее:
«4-го числа немцы надрали одно место 17-й воздушно-десантной, потерявшей, по донесениям, в ходе атаки в одном из батальонов до сорока процентов личного состава. Кто бы и когда бы ни сообщал о таких потерях, ясно, что он ничего не смыслит в военном деле. Даже доклады о десятипроцентных потерях на поверку редко подтверждаются, сведения могут оказаться верными, только если войска обратились в бегство или побросали оружие. Я нашел Майли, командира 17-й воздушно-десантной, в Бастони. Пока я находился там, канонада шла с обеих сторон, вражеские снаряды взрывались в воздухе, изрыгали огонь жерла наших пушек, и в сгущающейся над покрытыми снегом полями темноте всё это казалось прекрасным, хотя, правда, не слишком ободряющим. 4 января 1945 г. я сделал в дневнике одну важную пометку перед датой — заявление, которого никогда прежде не делал, написав: „Мы всё ещё имеем шанс проиграть эту войну“…».
В то же время, несмотря на начавшееся наступление союзных войск, премьер-министр Великобритании У. Черчилль был также обеспокоен тяжёлыми боями на Западном фронте и обратился к Сталину телеграммами касательно планов советской армии по наступлению на Восточном фронте.
5 января 1945 года, Черчилль — Сталину:
«Я только что вернулся, посетив по отдельности штаб генерала Эйзенхауэра и штаб фельдмаршала Монтгомери. Битва в Бельгии носит весьма тяжёлый характер, но считаю, что мы являемся хозяевами положения. Отвлекающее наступление, которое немцы предпринимают в Эльзасе, также причиняет трудности в отношениях с французами и имеет тенденцию сковать американские силы. Я по-прежнему остаюсь при том мнении, что численность и вооружение союзных армий, включая военно-воздушные силы, заставят фон Рундштедта пожалеть о своей смелой и хорошо организованной попытке расколоть наш фронт и по возможности захватить порт Антверпен, имеющий теперь жизненно важное значение».
6 января 1945 года, Черчилль — Сталину:
«На Западе идут очень тяжёлые бои, и в любое время от Верховного Командования могут потребоваться большие решения. Вы сами знаете по Вашему собственному опыту, насколько тревожным является положение, когда приходится защищать очень широкий фронт после временной потери инициативы. Генералу Эйзенхауэру очень желательно и необходимо знать в общих чертах, что Вы предполагаете делать, так как это, конечно, отразится на всех его и наших важнейших решениях. Согласно полученному сообщению наш эмиссар главный маршал авиации Теддер вчера вечером находился в Каире, будучи связанным погодой. Его поездка сильно затянулась не по Вашей вине. Если он ещё не прибыл к Вам, я буду благодарен, если Вы сможете сообщить мне, можем ли мы рассчитывать на крупное русское наступление на фронте Вислы или где-нибудь в другом месте в течение января и в любые другие моменты, о которых Вы, возможно, пожелаете упомянуть. Я никому не буду передавать этой весьма секретной информации, за исключением фельдмаршала Брука и генерала Эйзенхауэра, причём лишь при условии сохранения её в строжайшей тайне. Я считаю дело срочным».
7 января 1945 года Сталин ответил на обращение Черчилля:
«Мы готовимся к наступлению, но погода сейчас не благоприятствует нашему наступлению. Однако, учитывая положение наших союзников на Западном фронте, Ставка Верховного Главнокомандования решила усиленным темпом закончить подготовку и, не считаясь с погодой, открыть широкие наступательные действия против немцев по всему центральному фронту не позже второй половины января. Можете не сомневаться, что мы сделаем всё, что только возможно сделать для того, чтобы оказать содействие нашим славным союзным войскам».
9 января 1945 г., Черчилль написал Сталину:
«1. Я весьма благодарен Вам за Ваше волнующее послание. Я переслал его генералу Эйзенхауэру только для его личного сведения. Да сопутствует Вашему благородному предприятию полная удача. 2. Битва на Западе идёт не так уж плохо. Весьма возможно, что гунны будут вытеснены из своего выступа с очень тяжёлыми потерями. Мы и американцы бросаем в бой всё, что можем. Весть, сообщенная Вами мне, сильно ободрит генерала Эйзенхауэра, так как она даст ему уверенность в том, что немцам придется делить свои резервы между нашими двумя пылающими фронтами».

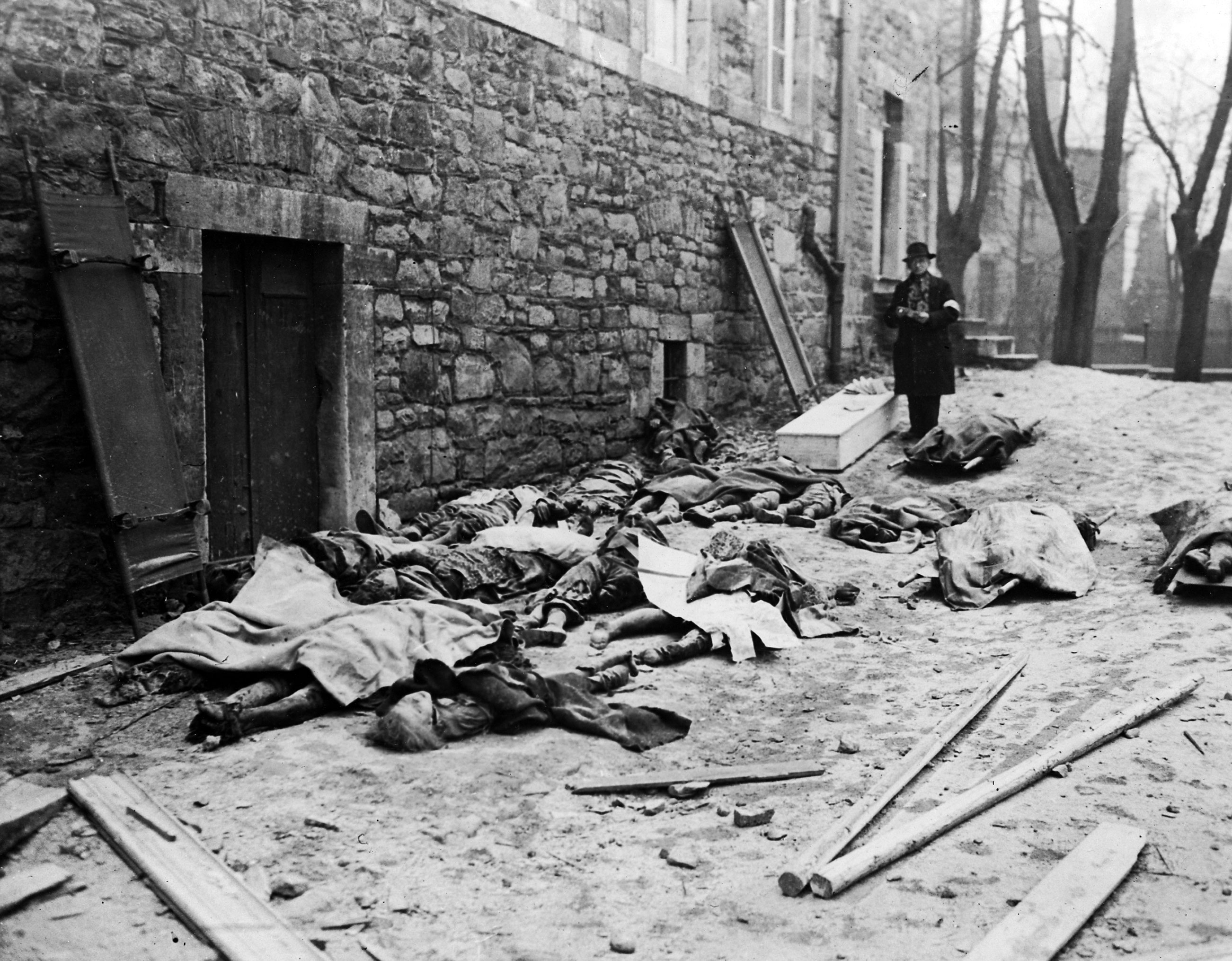
Бельгийские мирные жители, убитые немецкими войсками во время наступления

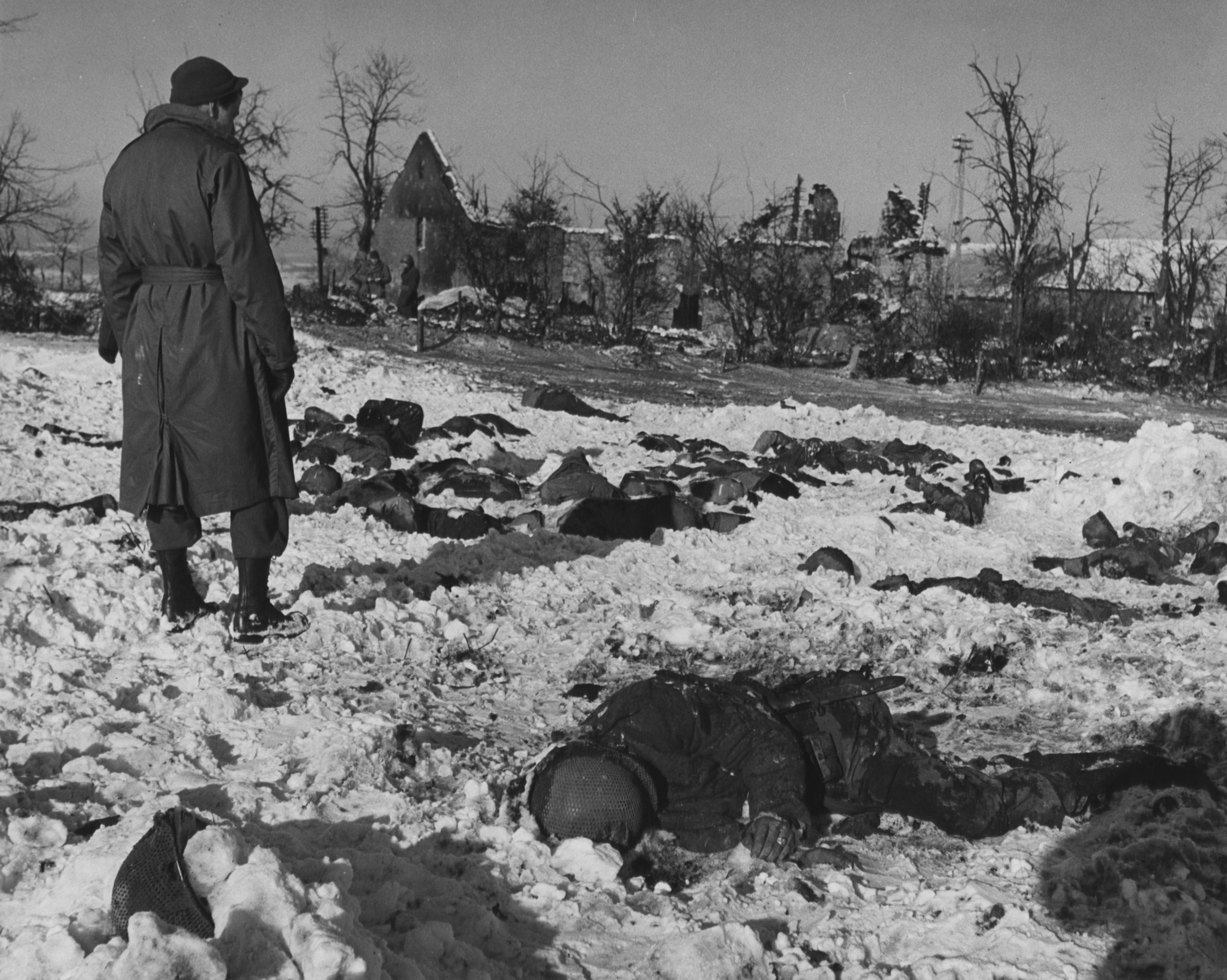
Бойня у Мальмеди

12 января 1945, на 8 дней раньше намеченного срока, для помощи союзникам, советские войска начали Висло-Одерскую наступательную операцию, перейдя в широкое наступление на всём советско-германском фронте.
К 15 января 1945 части 1-й и 3-й американских армий соединились к северу от Бастони в районе городов Уффализ и Новилль, тем самым ликвидировав более половины арденнского выступа. 12-й корпус 3-й армии совершил прорыв через реку Сюр в 03.30 утра 18 января без артиллерийской подготовки и застал противника врасплох. 101-ю парашютно-десантную дивизию передали в 6-ю группу армий для продолжения атаки на «кольмарский котел». 23 января 1-я армия освободила город Сен-Вит. Дальнейший план наступления 12-й группы армий предполагал штурм «линии Зигфрида». 24 января оставшиеся немецкие части общей численностью около 300 000 человек были полностью окружены в Бельгии, но продолжали сопротивление.

## Военные преступления, совершенные немецкими войсками
17 декабря возле бельгийского городка Мальмеди боевая группа под руководством оберштурмбанфюрера СС Иоахима Пайпера расстреляла 113 пленных американских солдат (погибло 86 человек) из 285-го разведывательного дивизиона полевой артиллерии. Это преступление вошло в историю как Бойня у Мальмеди.

## Потери

### Потери антигитлеровской коалиции
Оценки потерь в результате Арденнского сражения весьма различны. По данным Министерства обороны США, американские войска потеряли 89 500 человек, в том числе 19 000 убитыми, 47 500 ранеными и 23 000 пленными и пропавшими без вести. Официальный доклад американского Государственного департамента армии США содержит списки 108 347 жертв, в том числе 19 246 убитых, 62 489 раненых и 26 612 пленных и пропавших без вести. Битва в Арденнах была самой кровопролитной битвой американских войск как во Второй Мировой войне, так и в истории США. При этом потери британцев составили всего 1408 человек, в том числе 200 убитых, 969 раненых и 239 пропавших без вести.
Для лучшего понимания масштаба потерь для Армии США в Арденнском сражении достаточно привести данные по другим битвам. Потери Армии США во всей Североафриканской кампании — 2715 погибших, 15 506 раненых; Высадка в Нормандии — 6603 общих потерь (в том числе 2500 погибших); Нормандская операция — 124 394 общих потерь (в том числе 20 668 погибших); эпическая Битва за Иводзиму — 6821 погибших, 19 217 раненых; нападение на Пёрл-Харбор — 2341 погибших, 1143 раненых; Битва при Геттисберге — 46 286 общих потерь с обеих сторон (в том числе 7863 погибших). Также понесённые американцами потери в Арденском сражении в целом сопоставимы с общими потерями Армии США в целых войнах: Корейская война — 37 904 погибших, пленных и пропавших без вести и 80 000 раненых; Война во Вьетнаме — 58 220 погибших, пленных и пропавших без вести и 153 000 раненых.

### Потери Германии
Потери Германии на Западном фронте за период 16 декабря 1944 — 25 января 1945 года, по разным данным, колеблются от 60 000 до 125 000 общих человеческих потерь (убитых, раненых, пленных и пропавших без вести).

## Результаты
К 29 января союзники полностью ликвидировали Арденнский выступ и начали вторжение в Германию. Немецкое контрнаступление закончилось провалом, не достигнув поставленных целей. Вермахт потерял в боях более трети бронетехники и практически всю авиацию из участвовавших в наступательной операции, большое количество ресурсов, израсходовал топливо и боеприпасы, которых и так не хватало вермахту в конце войны. Всё это могло быть использовано на Восточном фронте.
А. Гитлер признал, что предпринятое наступление вермахта в Арденнах, «к сожалению, не дало решающего успеха». Это вынужденное признание было сделано с учётом хода событий не только в Арденнах, но и на советско-германском фронте
в ходе Будапештской наступательной операции (29 октября 1944 — 17 февраля 1945 г.) 2-го и 3-го Украинских фронтов, в которой были разгромлены три немецкие и одна венгерская армии.
Несмотря на то, что немецкое командование не достигло поставленных целей, Арденнская операция задержала наступление англо-американских войск на Рейне на 6 недель: Союзники планировали наступление на 18 декабря 1944, но пришлось перенести его на 29 января 1945 года.

## Память

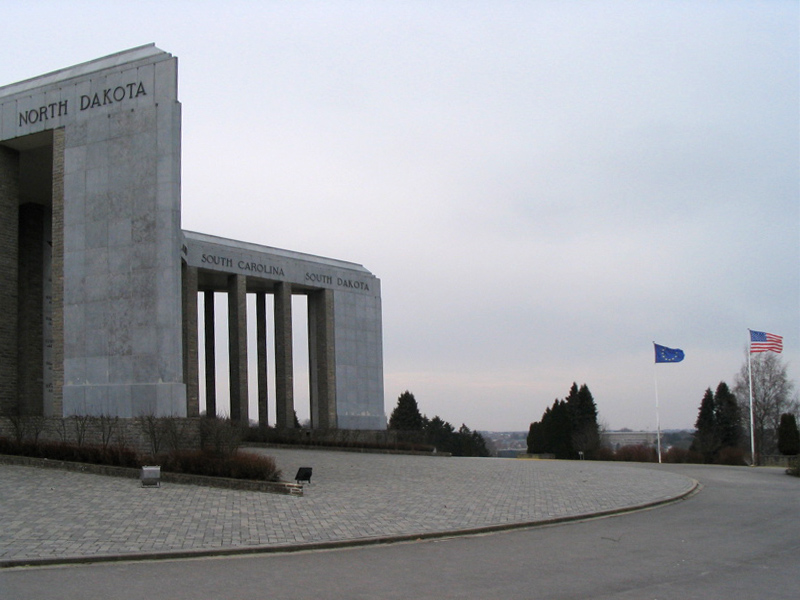
Мемориал в городе Бастонь, Бельгия

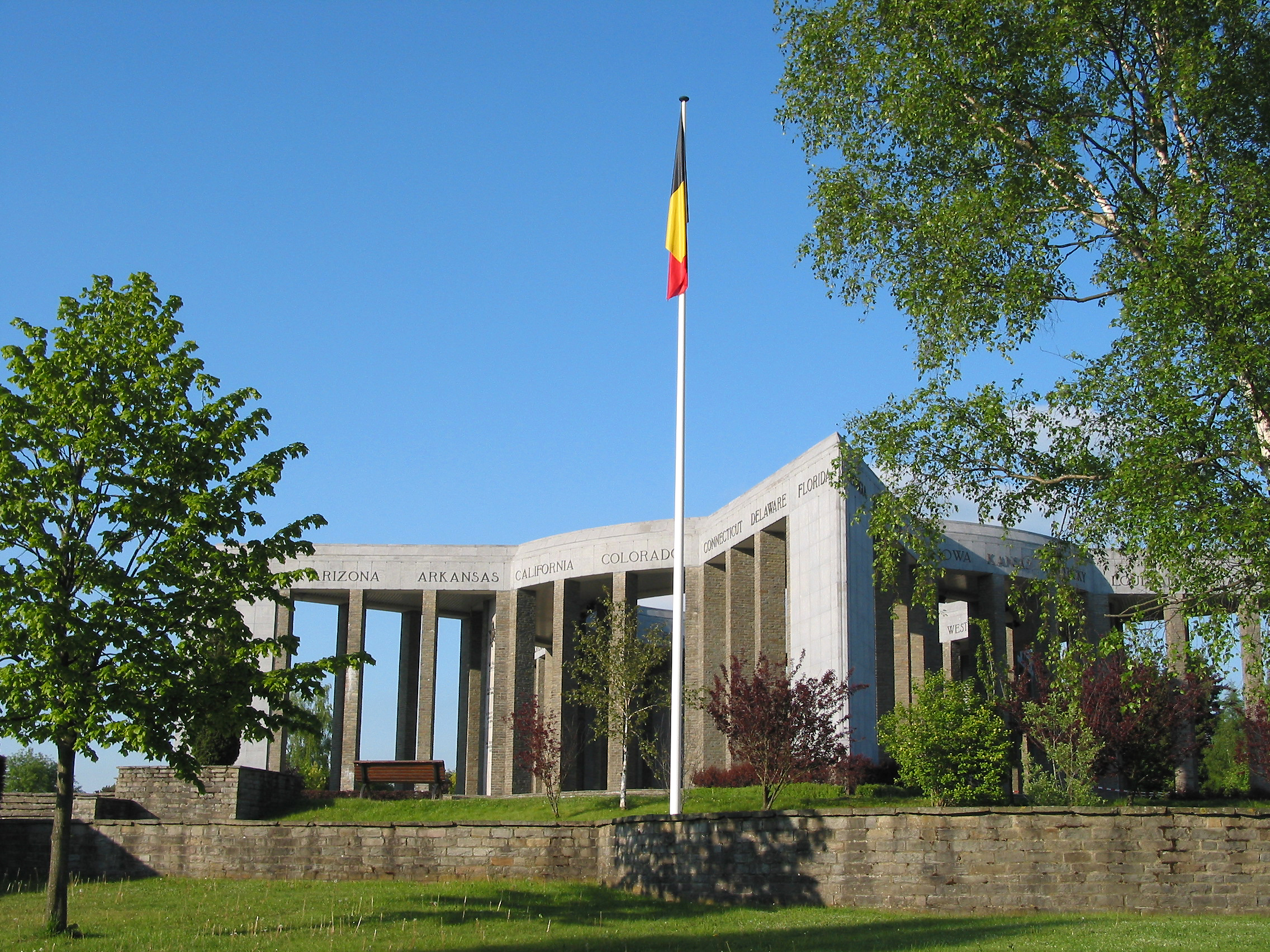
Мемориал в городе Бастонь, Бельгия

16 июля 1950 года в Бастони состоялось торжественное открытие мемориального комплекса, посвящённого павшим в сражении американским солдатам. Первый камень мемориала был заложен 4 июля 1946 г. В конкурсе архитектурных проектов, объявленном осенью 1946 г., победил льежский архитектор Жорж Дедуаяар.
В 2014 году недалеко от мемориального комплекса открылся военный музей (Bastogne War Museum).

## В произведениях культуры
- «Секретная миссия» (СССР, 1950) — первоначальное отступление союзников в Арденнах представлено как бегство, а их последующее успешное контрнаступление — как результат секретной договорённости американских и немецких правящих кругов: согласно этой договорённости, немцы должны были не оказывать сопротивления на Западе, бросив все силы на Восточный фронт.
- «Битва за Выступ» («Battle of the Bulge», США, 1965)
- «Паттон» («Patton», США, 1970)
- «Освобождение» (СССР, 1971) — в начале 4-го фильма «Битва за Берлин» эпизод об Арденнской операции.
- «Бойня номер пять» («Slaughterhouse-Five», США, 1972) — главный герой, Билли Пилигрим попадает в немецкий плен во время Арденнской операции.
- «Война Харта» (2001) — в начале фильма эпизод об Арденнской операции, события фильма начинаются в Бельгии в декабре 1944 года.
- «Братья по оружию» (США, 2001) — сериал об американских десантниках 101-й воздушно-десантной дивизии, которые вели боевые действия в Нормандии, Арденнах и участвовали в других военных операциях в Западной Европе.
- «Крупица совести» (англ. Shred of Decency) — американская военная драма 2020 года. Фильм основан на реальных событиях Второй мировой войны во время Арденнской операции. В крайне стеснённых обстоятельствах группы немецких и американскх военных под влиянием хозяйки горной хижины меняют взгляд на жизнь.
- «Ночной отбой» (англ. A Midnight Clear) — американская военная драма 1992 года. Книга, сценарий и режиссёр Уильям Уортон. Вариант перевода фильма — «Полуночная чистка». Действие фильма происходит в конце Второй мировой войны, группа новичков-рэйнджеров в разведке празднуют Рождество с немецкими солдатами, что приводит к трагедии.

### В компьютерных играх
- «Medal of Honor: Allied Assault Spearhead»
- «Medal of Honor: European Assault»
- «Medal of Honor: Heroes»
- «Call of Duty»
- "Call of Duty: United Offensive
- «Call of Duty: Finest Hour»
- «Call of Duty: World at War Final Fronts»
- «Блицкриг»
- «Блицкриг II»
- «Блицкриг II: Освобождение»
- «1944: Battle of the Bulge»
- «В тылу врага 2»
- «Вторая мировая: стратегия в реальном времени»
- «Codename Panzers: Phase One»
- «Close Combat IV: Battle of the Bulge»
- «Panzer General»
- «World of Tanks»
- «War Thunder»
- «Battlefield 1942»
- «Company of Heroes 2» (в дополнении Ardennes Assault)
- Darkest Hour: Europe '44-'45 (мод на Red Orchestra: Ostfront 41-45)
- R.U.S.E.[39]
- Hearts of Iron 3 в сценариях.
- Call of Duty: WWII
- «Panzer Front»
- «Sudden Strike 4»
- Hell Let Loose
- Unity of Command 2
- Enlisted